# Biserica reformată din Chesău

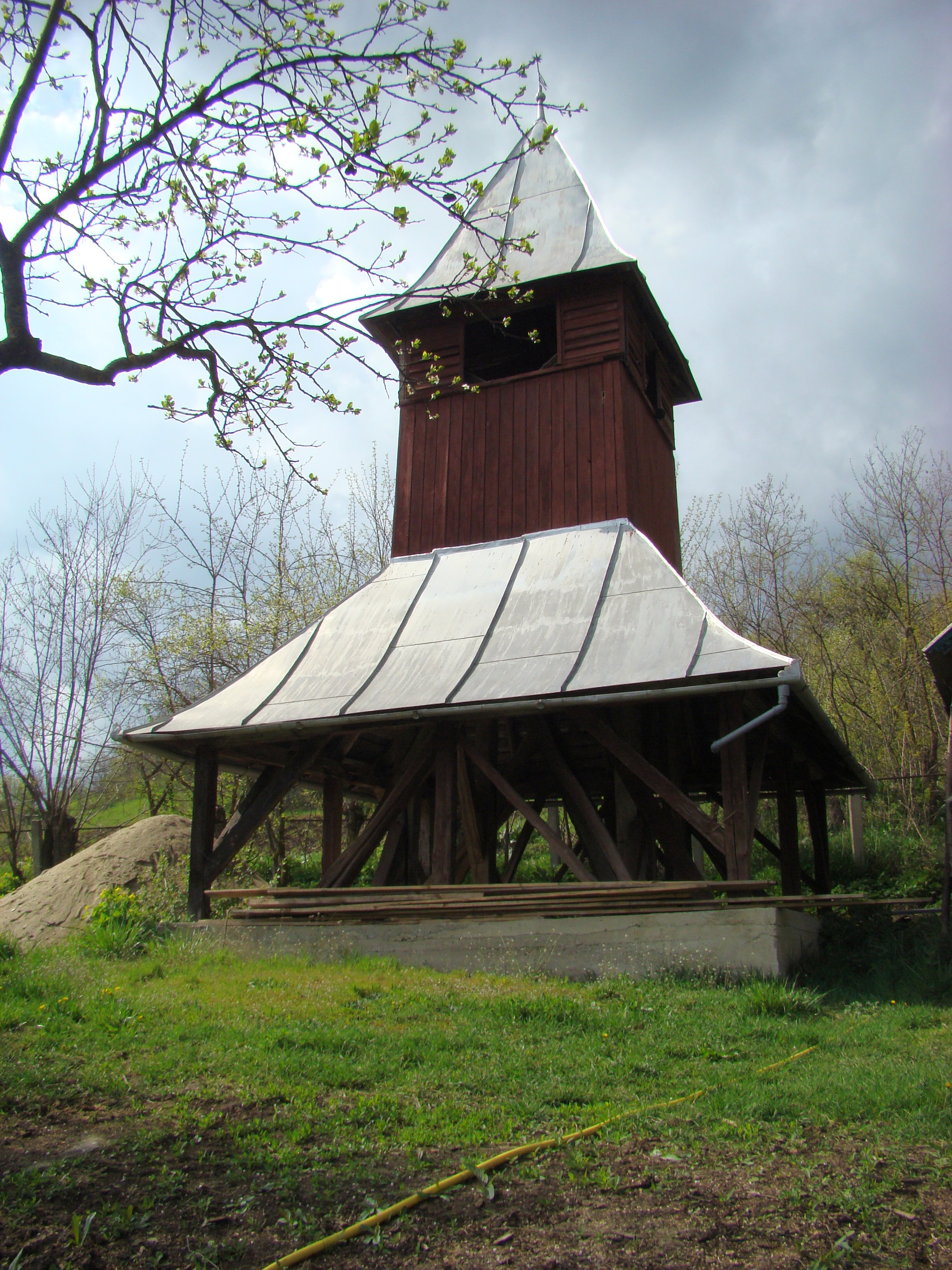
Clopotnița de lemn (monument istoric)

Biserica reformată din Chesău este un monument istoric aflat pe teritoriul satului Chesău, comuna Mociu .

## Localitatea
Chesău (în maghiară Mezökeszü) este un sat în comuna Mociu din județul Cluj, Transilvania, România. Prima menționare documentară a satului Chesău este din anul 1312.

## Biserica
Este un valoros monument datând din sec.XIV-XVI, cu arhitectură gotică (navă și absidă poligonală) și ancadramente de stil Renaștere (portal datat 1521, cu decor de vrejuri vegetale și capete de îngerași). Monumentul păstrează fragmente de pictură murală pe plafon și mobilier pictat datând din secolul al XVIII-lea. Clopotnița de lemn datează din 1772.
Biserica exista deja la mijlocul secolului al XIV-lea. Populația catolică medievală a fost reformată în momentul Reformei, împreună cu biserica. Portalul sudic în stil renascentist poartă inscripția: „Hanc postem fererunt fabricari de Antonius Veres, Thomas Novai 1521.” În biserică se păstrează și o cristelniță din piatră din perioada medievală.

## Imagini din exterior

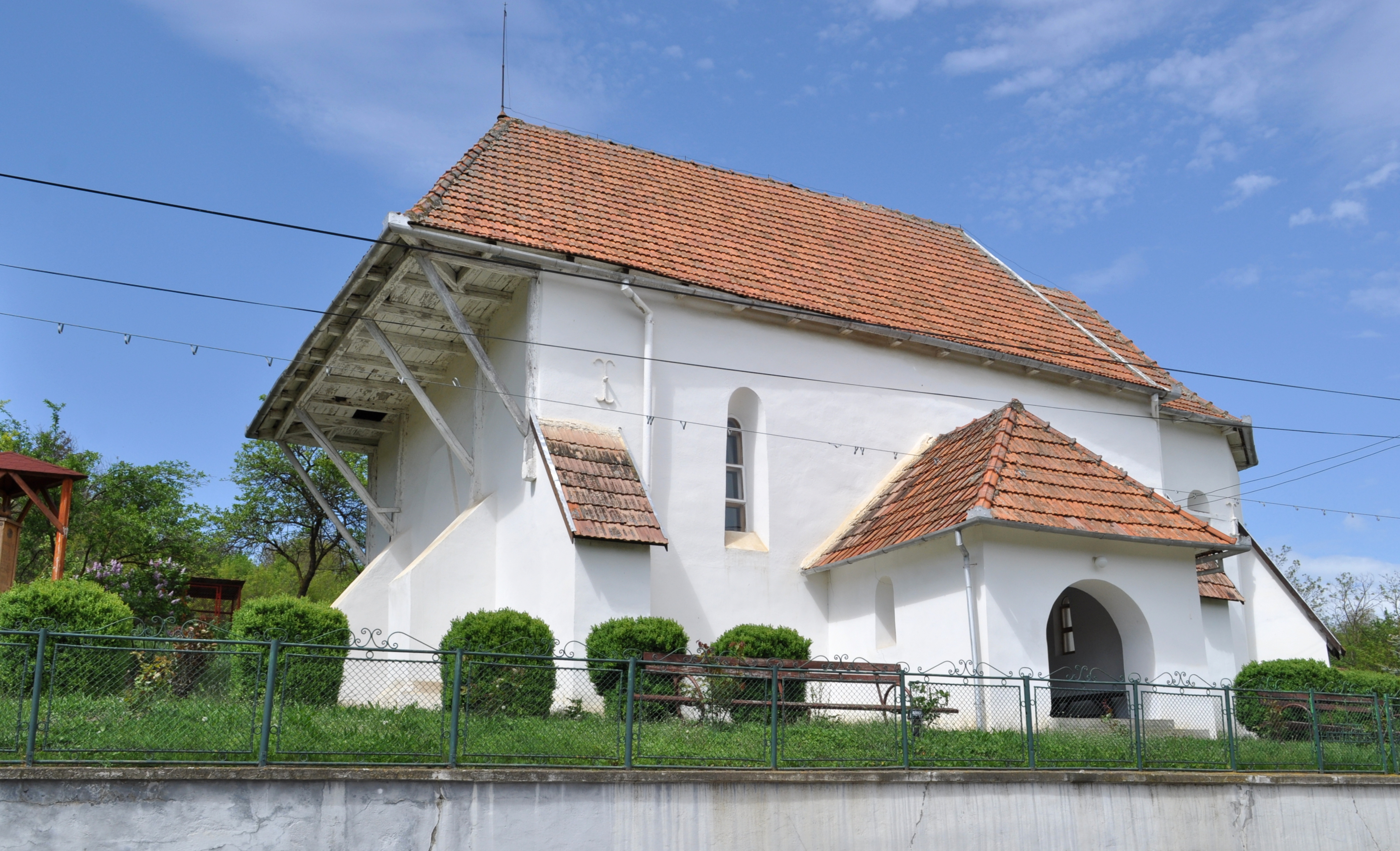
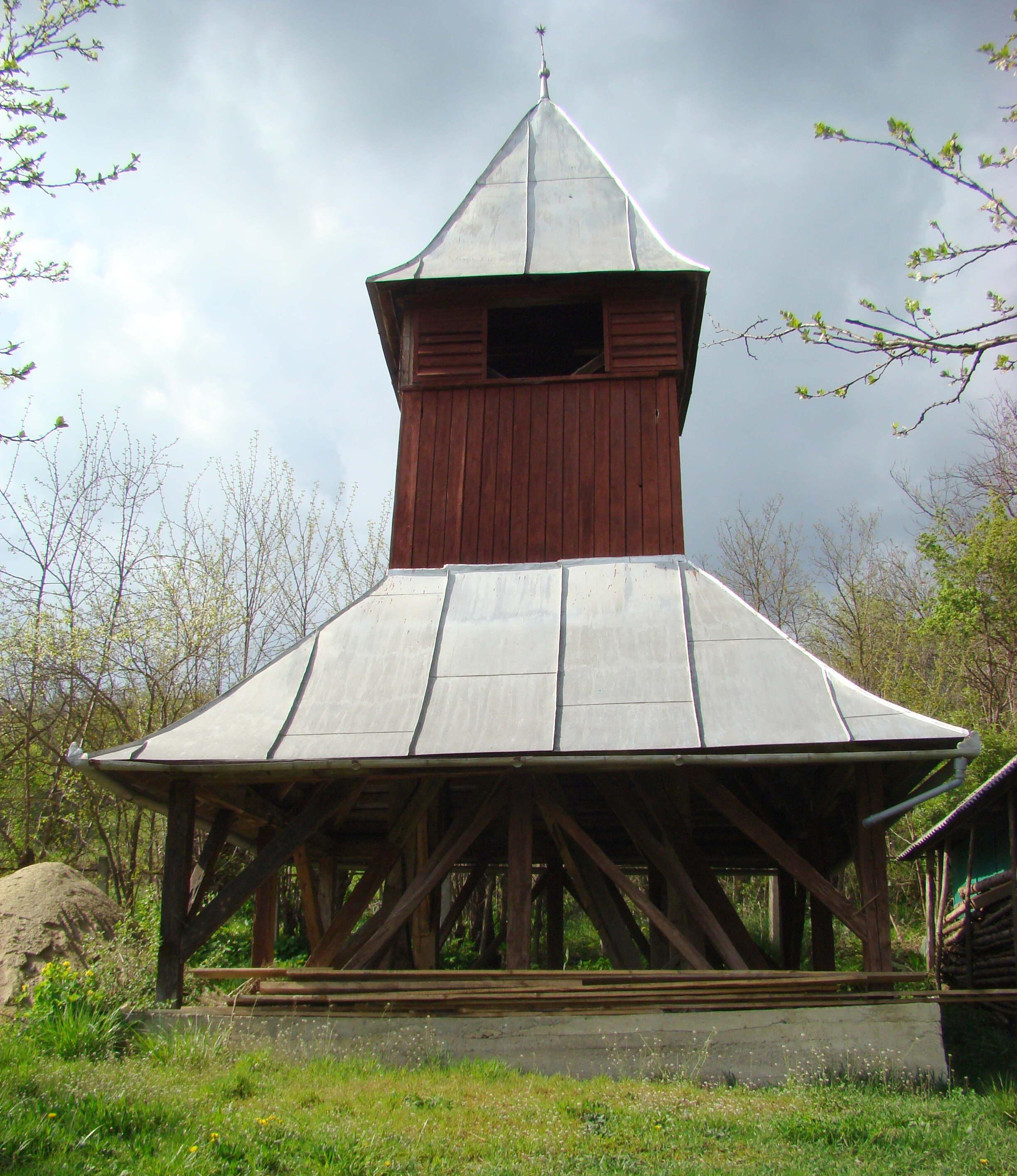
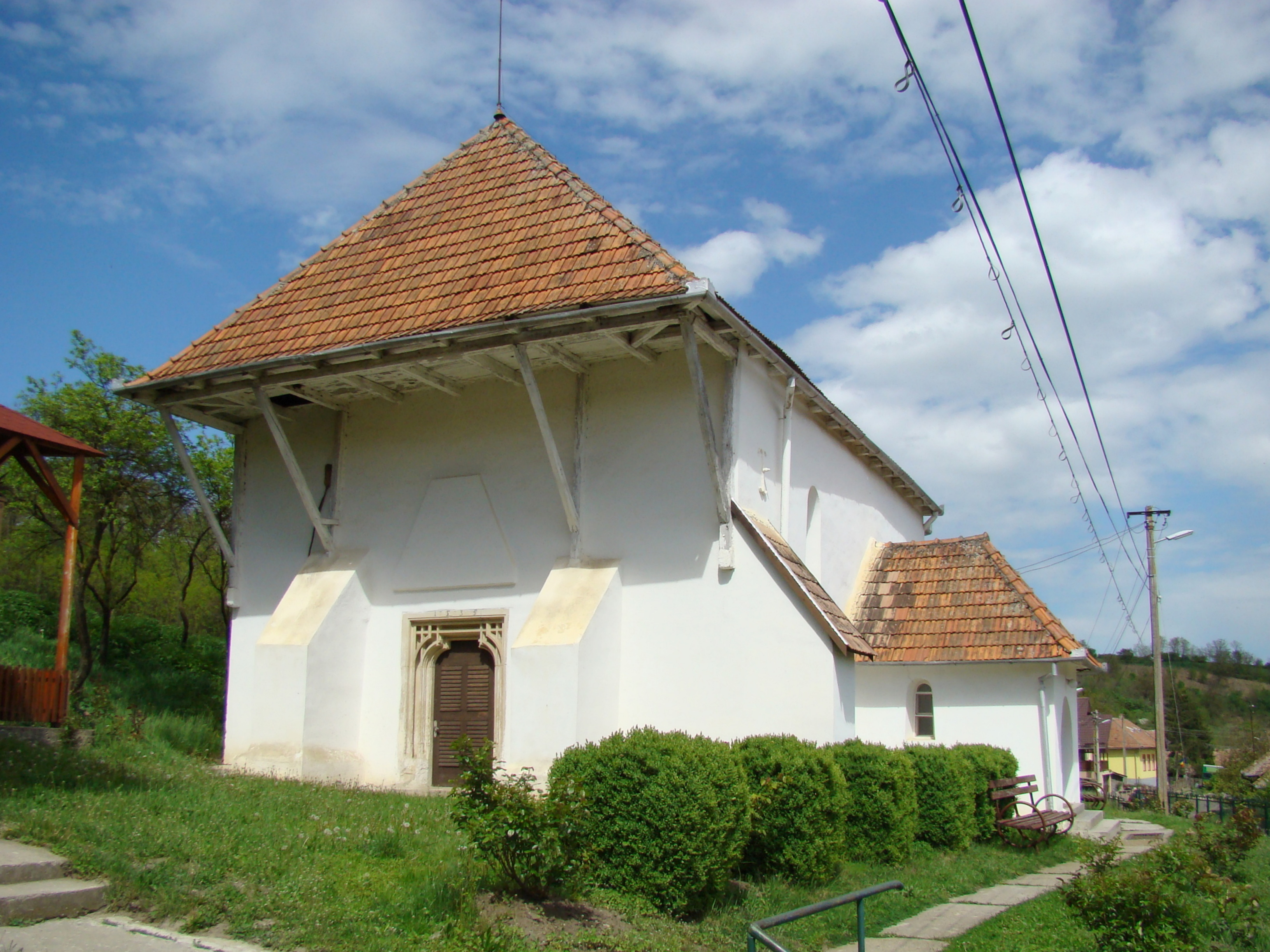
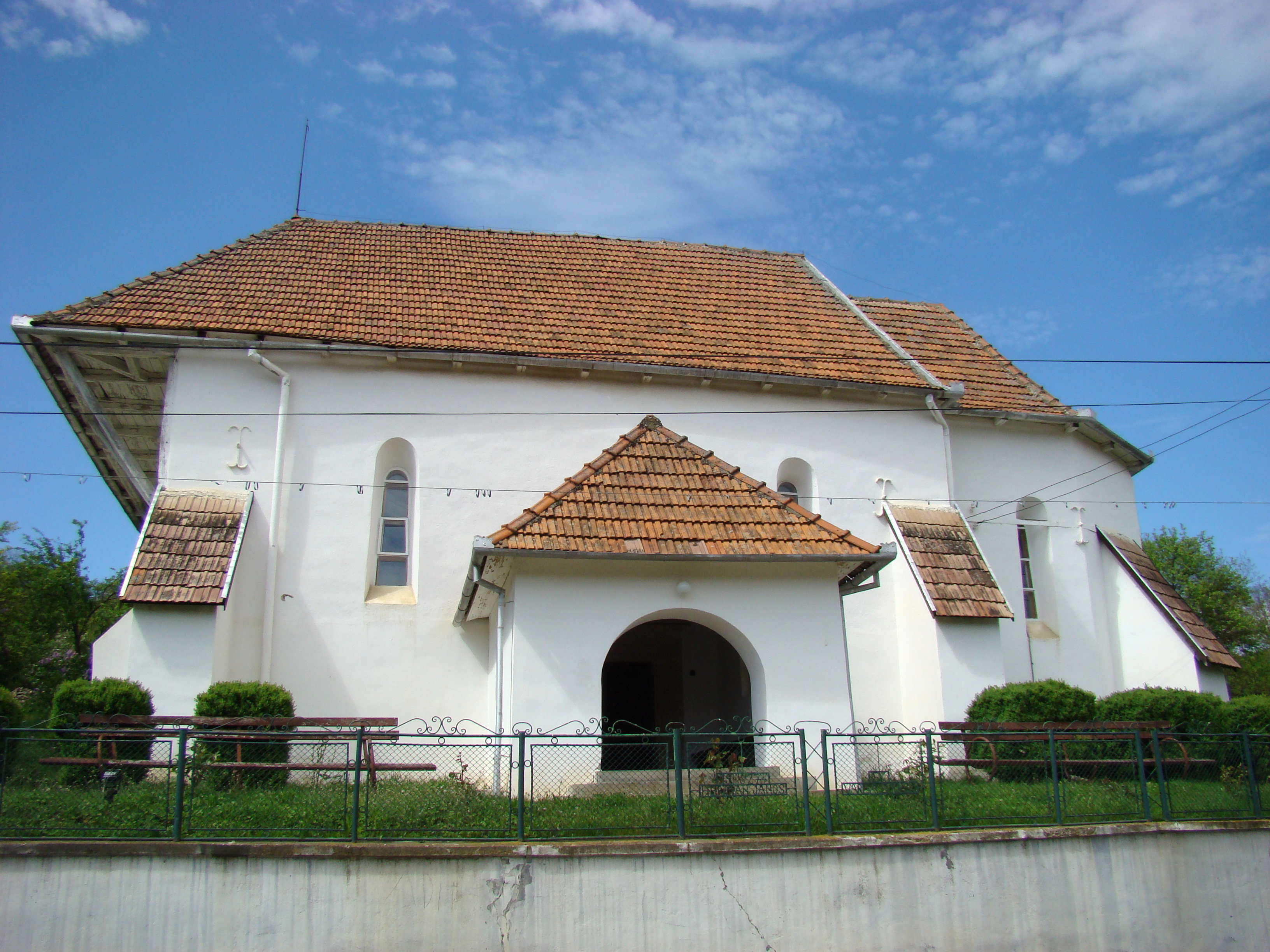
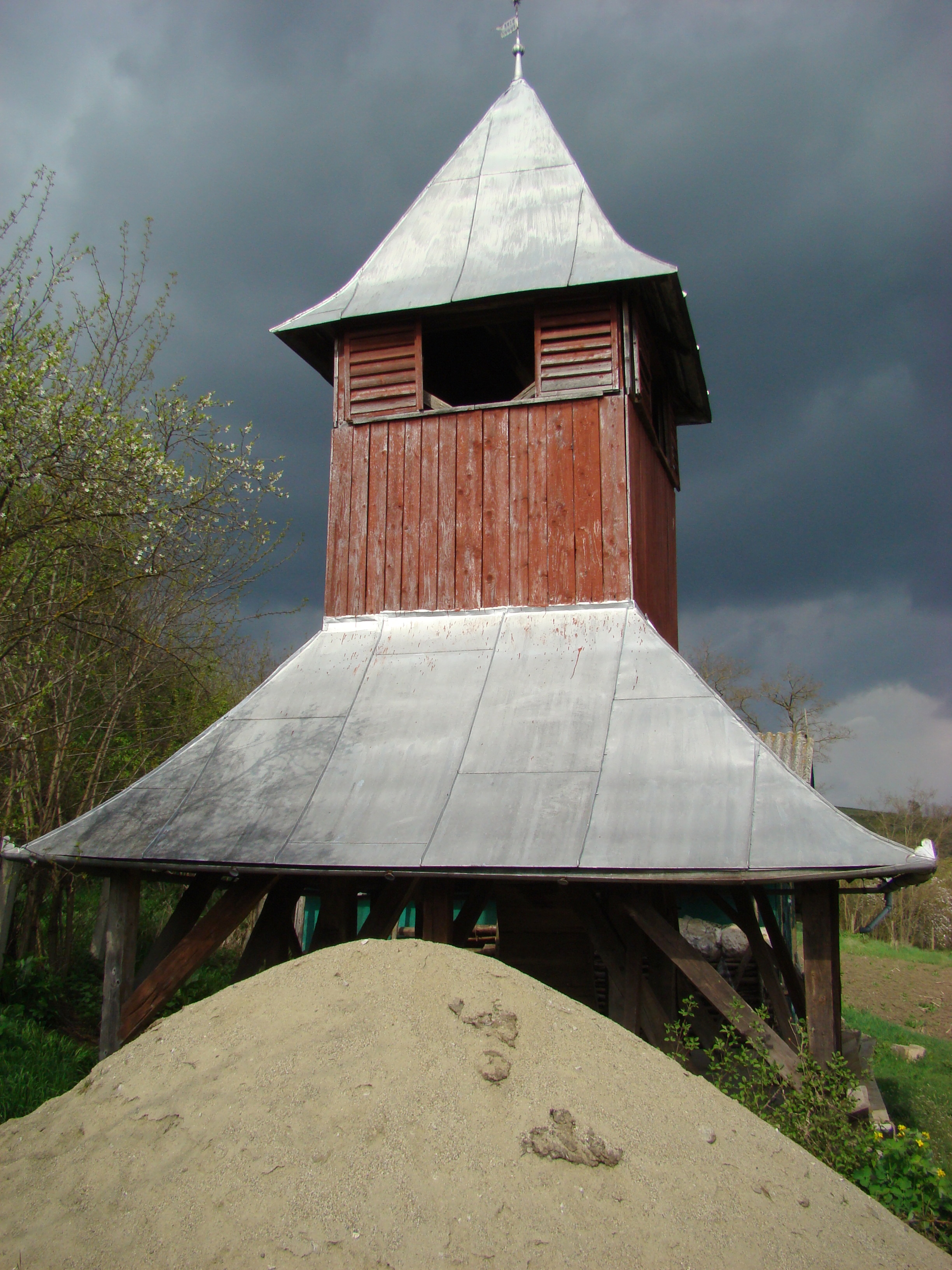
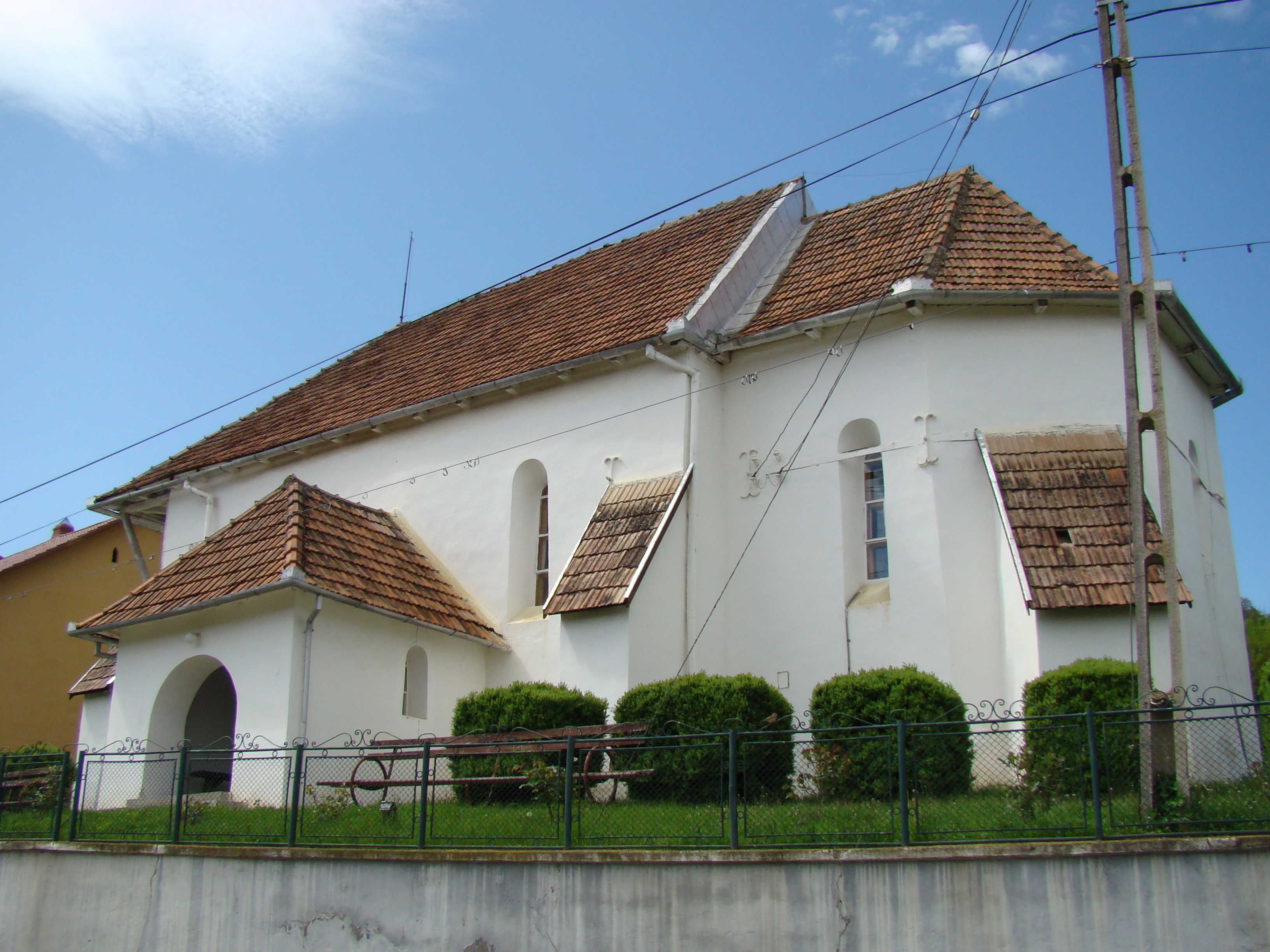
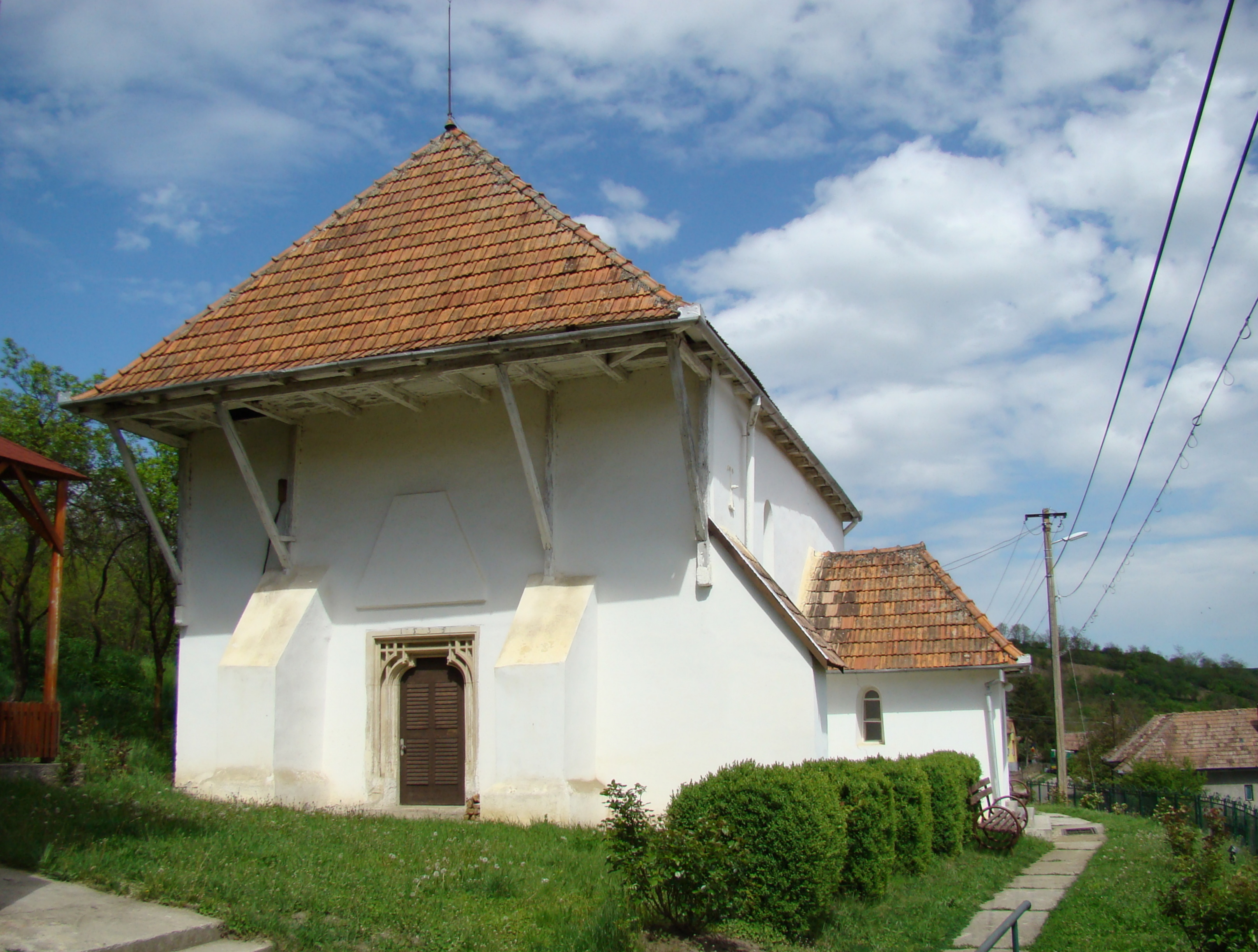
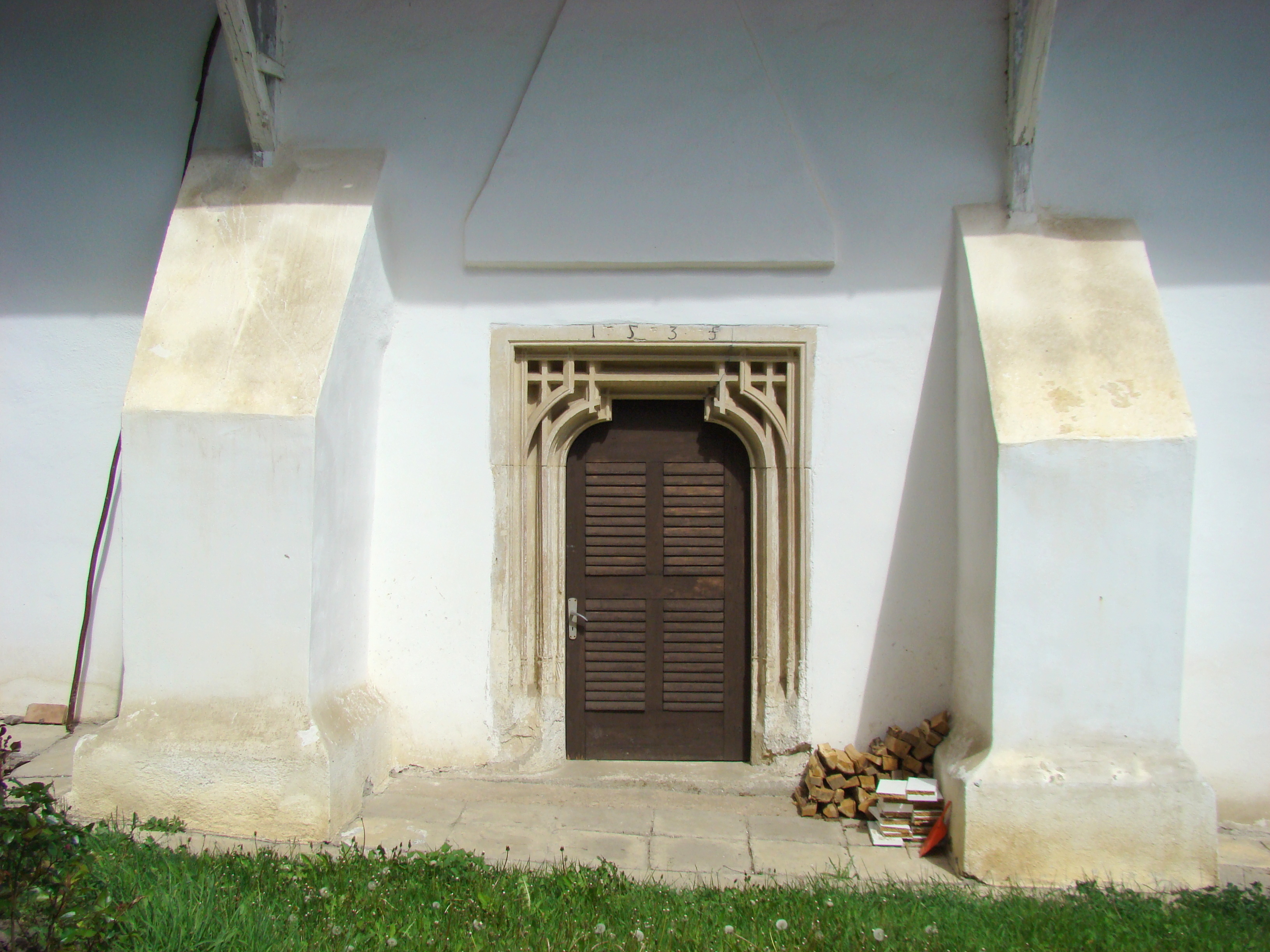
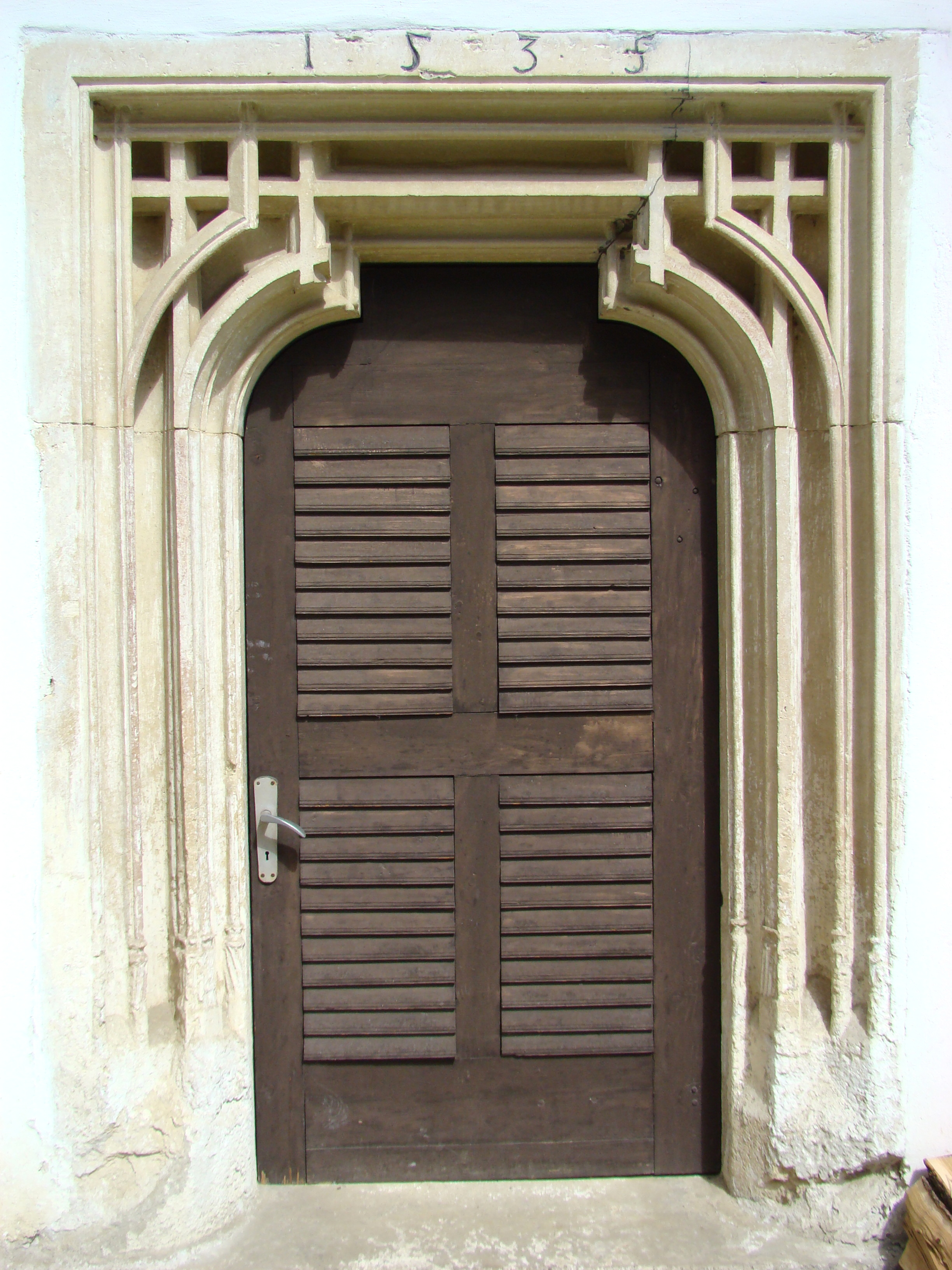
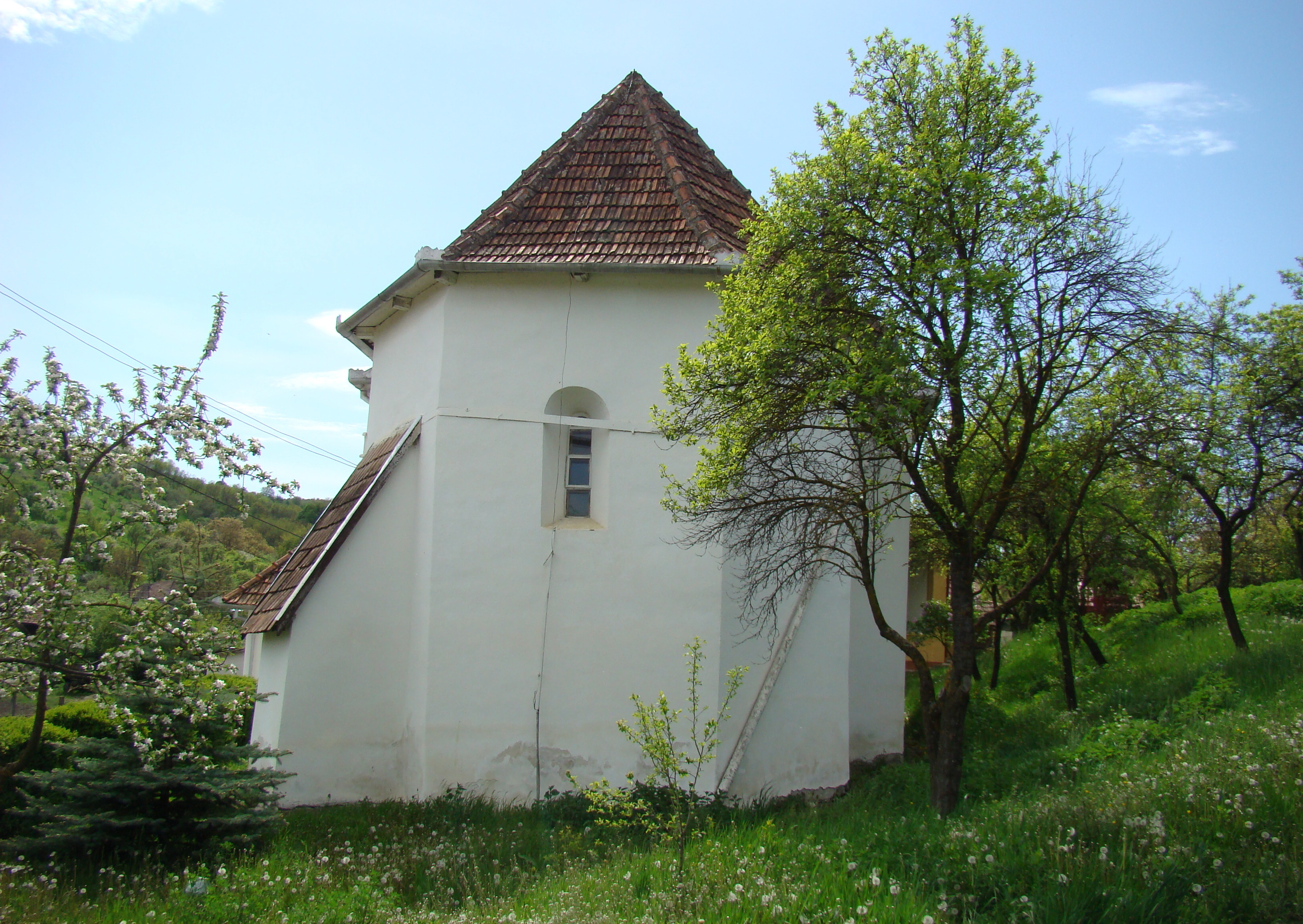
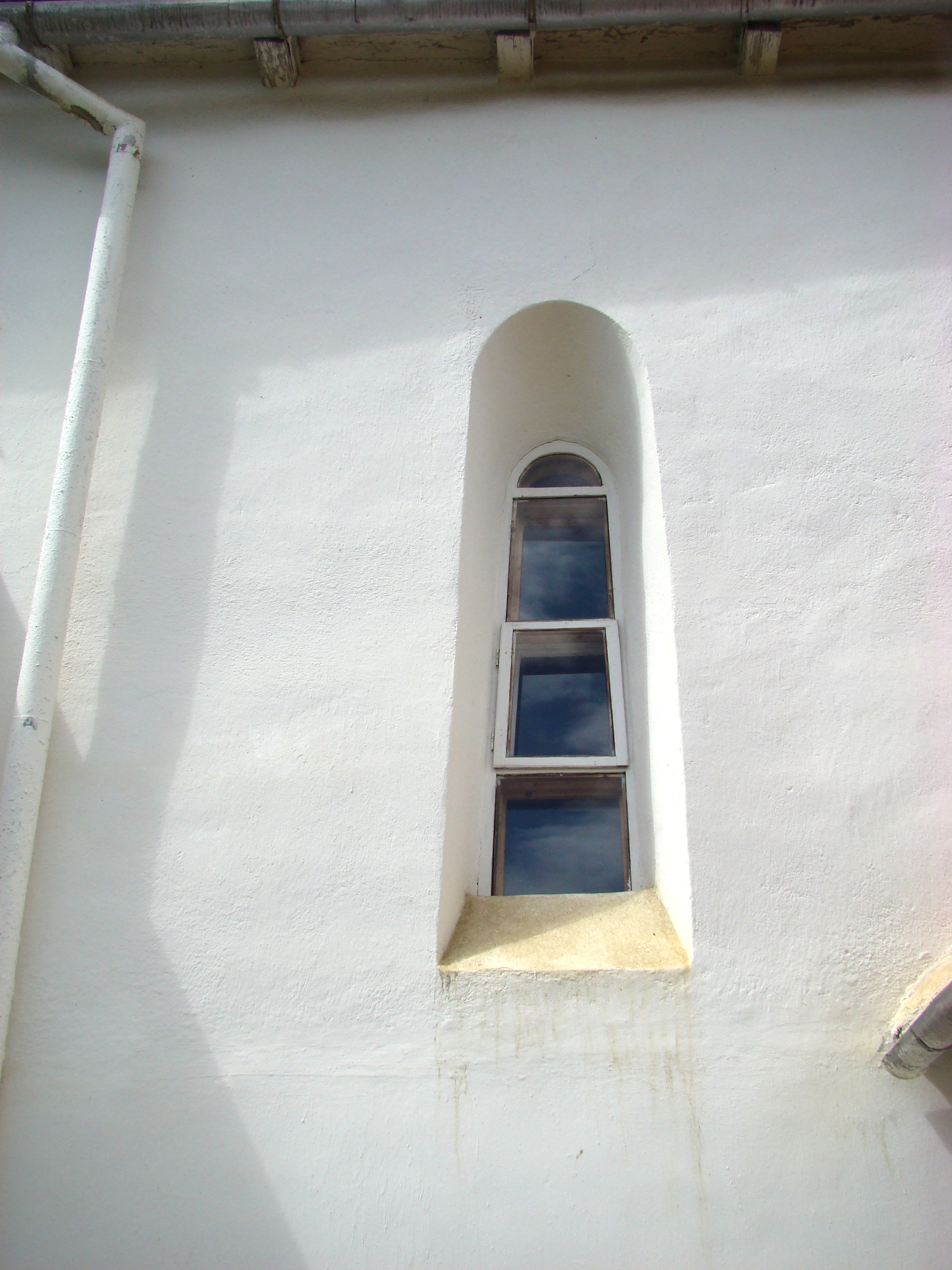
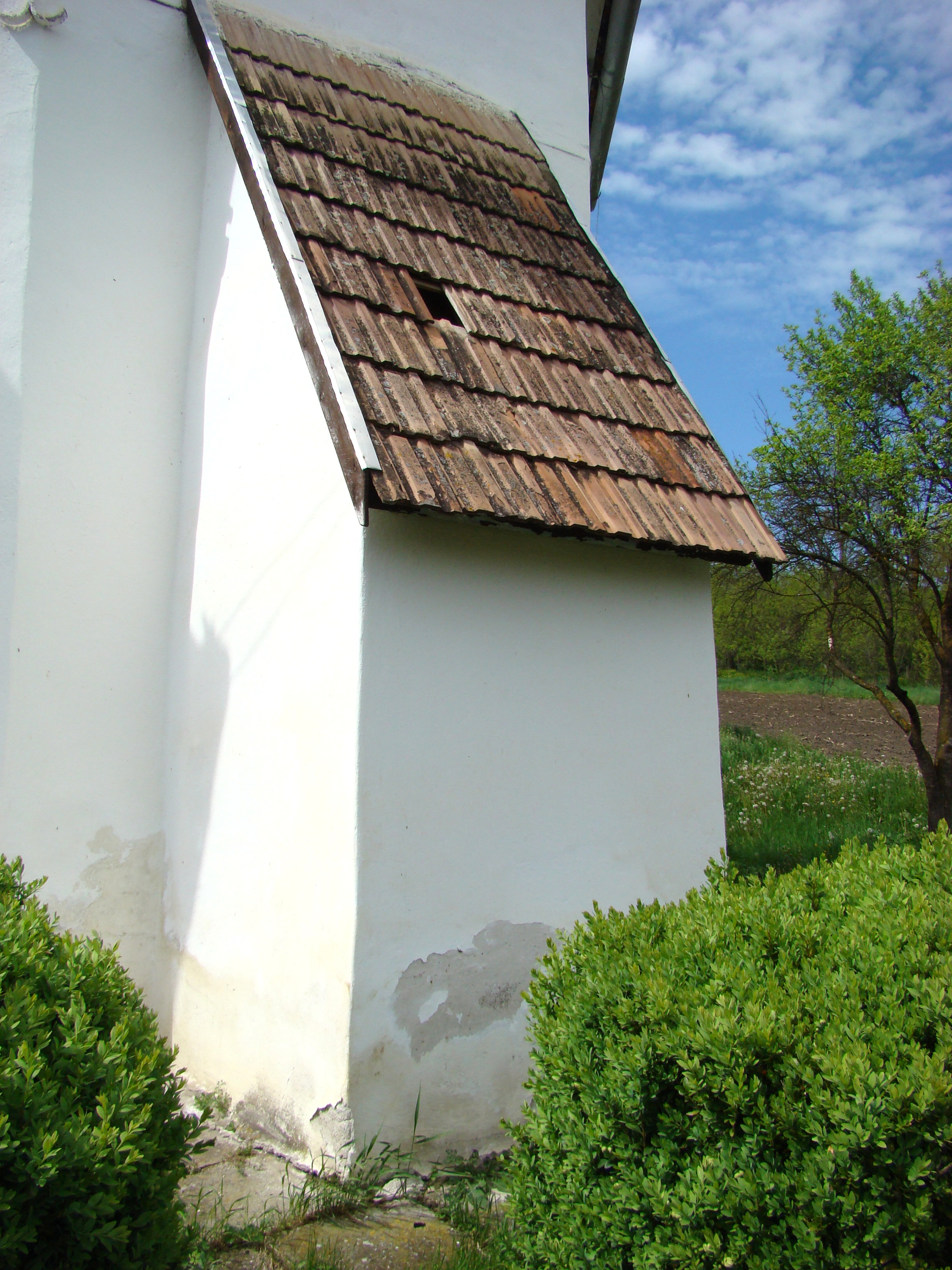
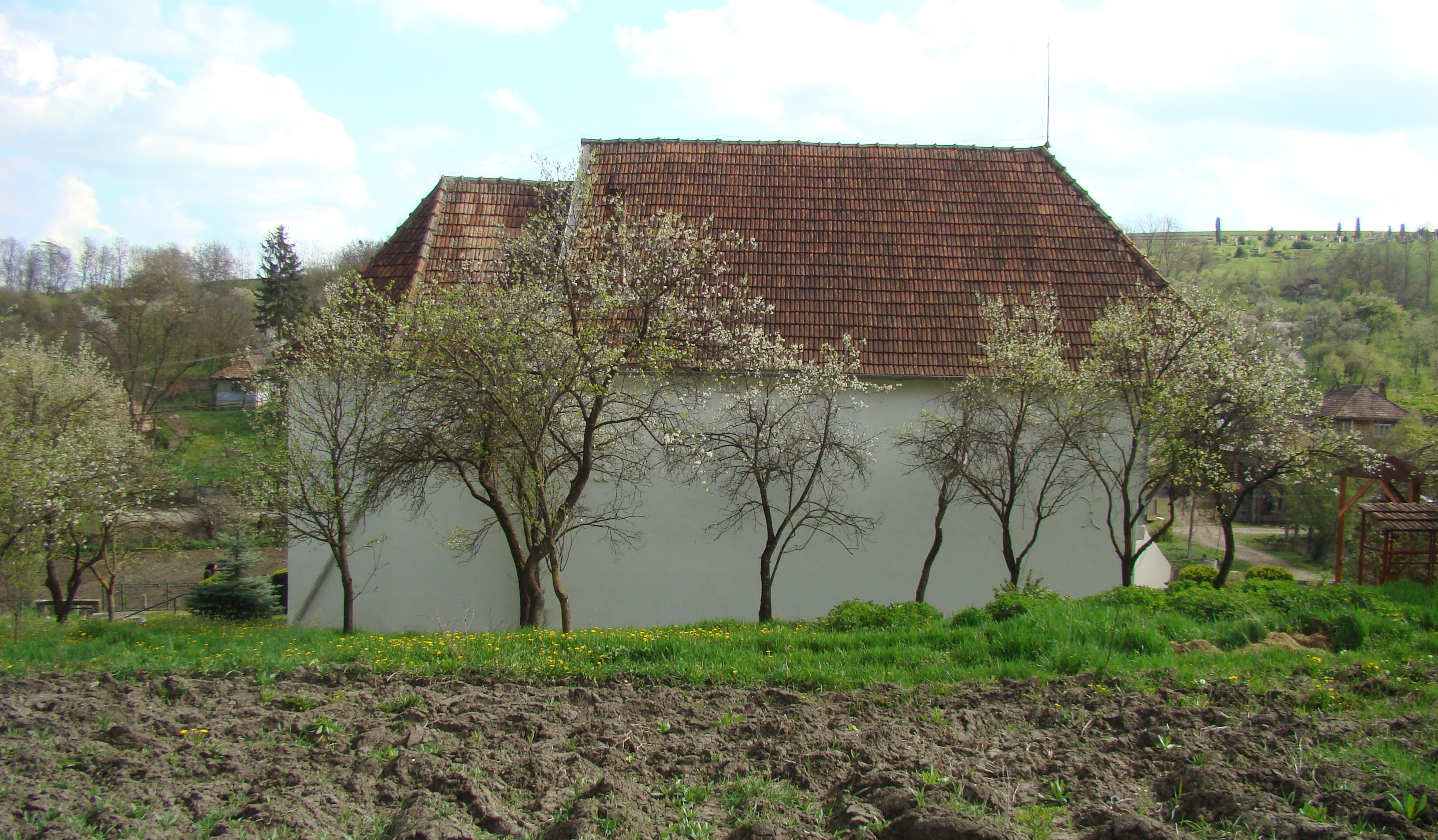
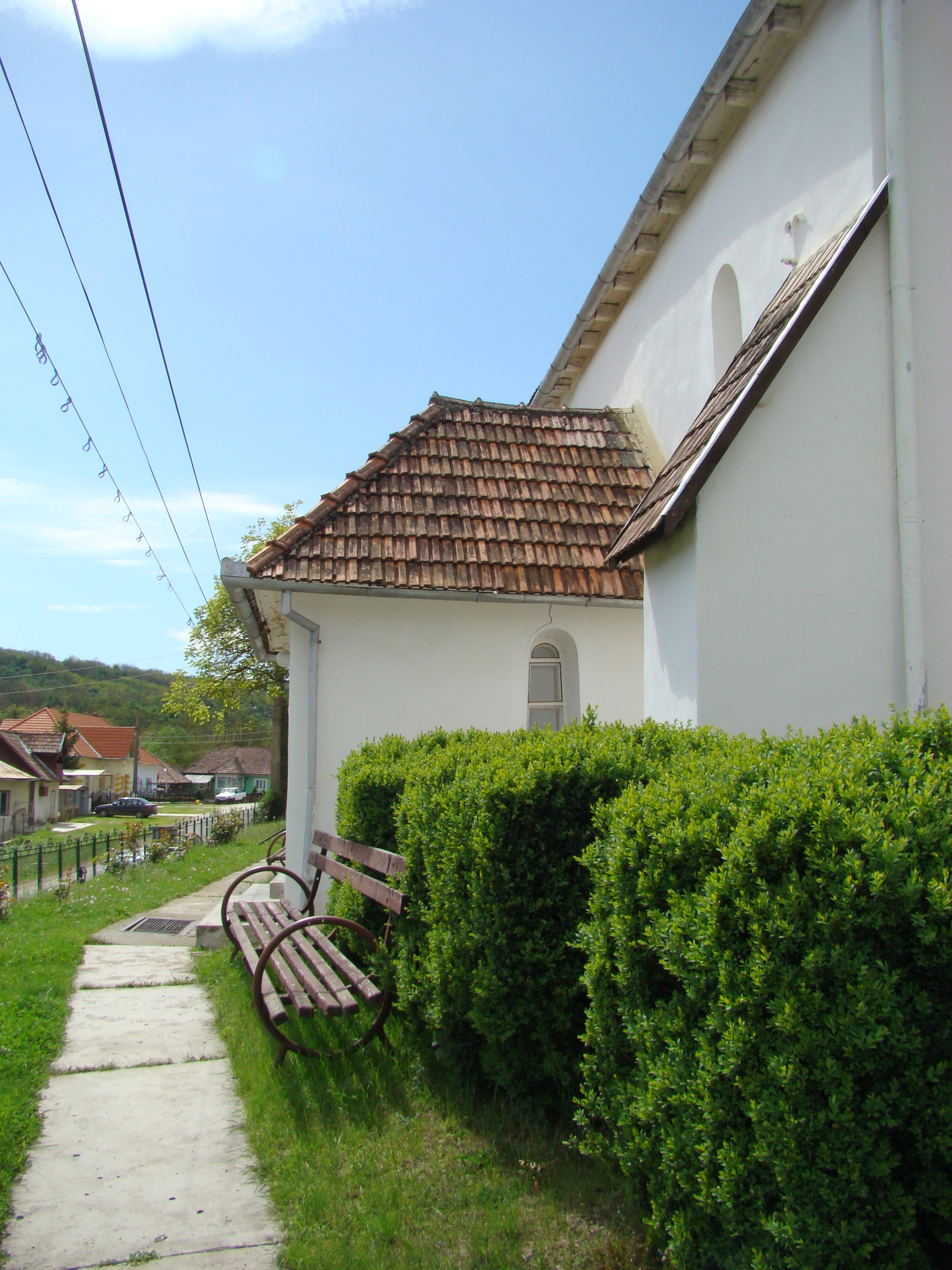
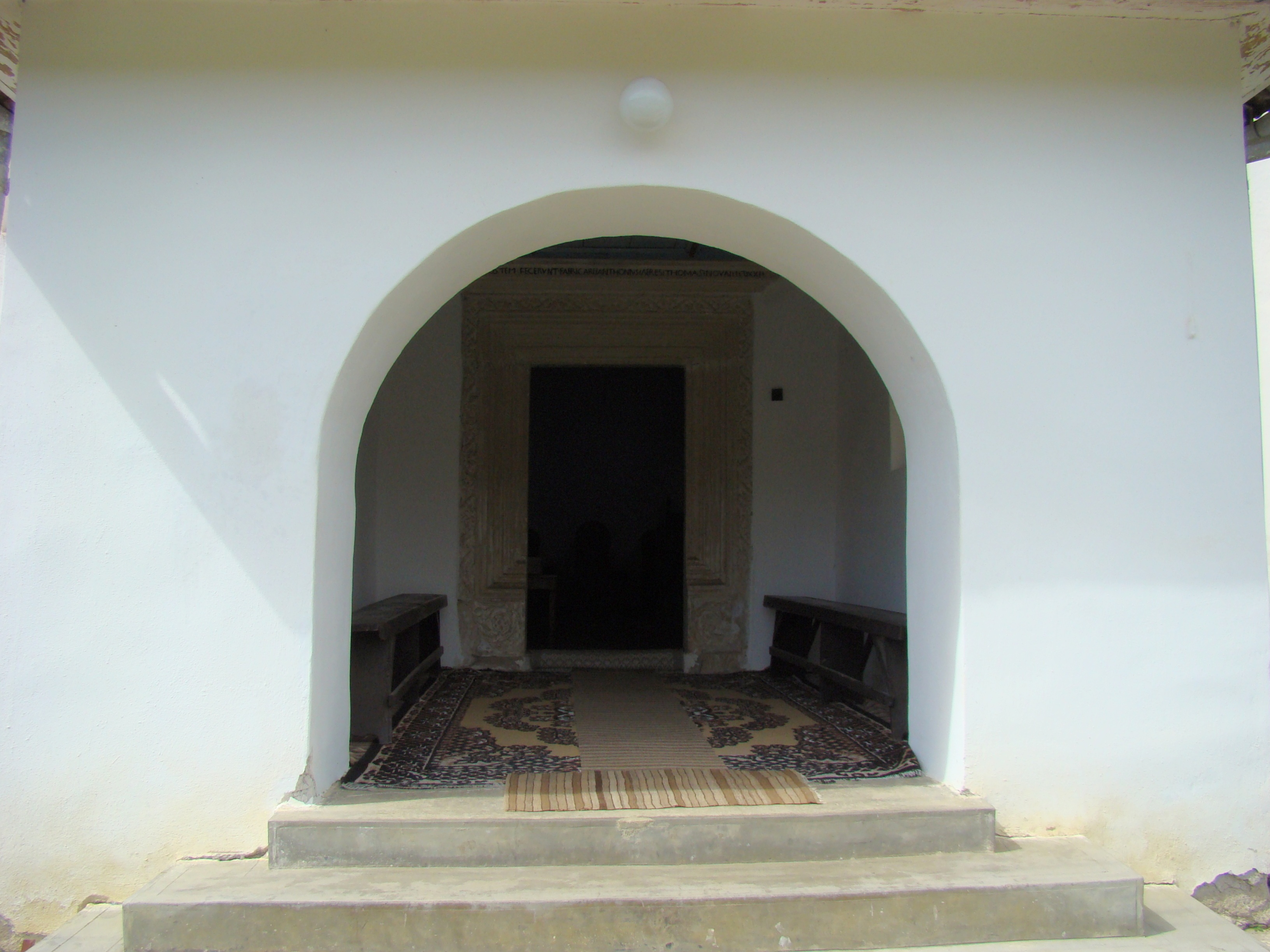
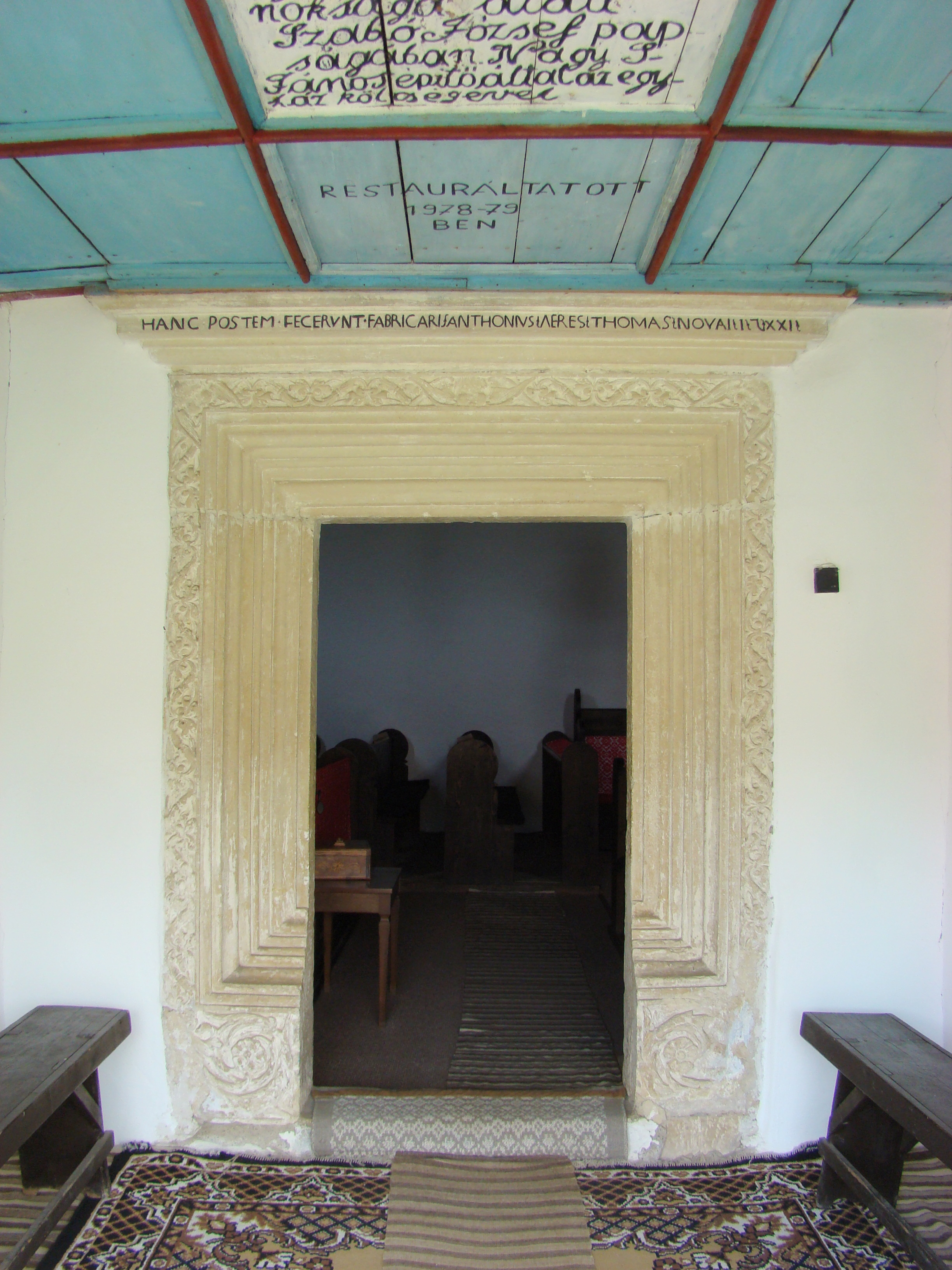
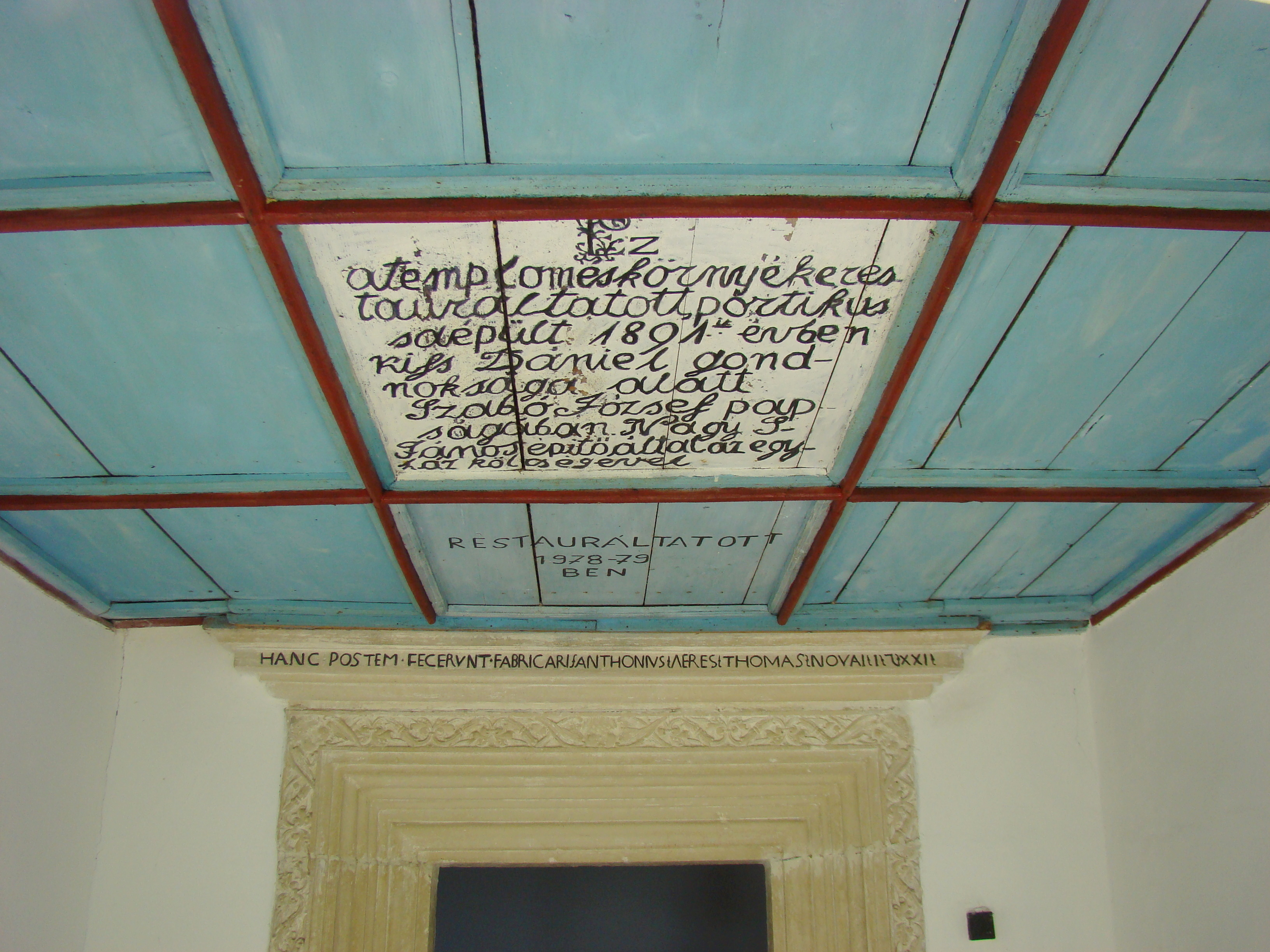
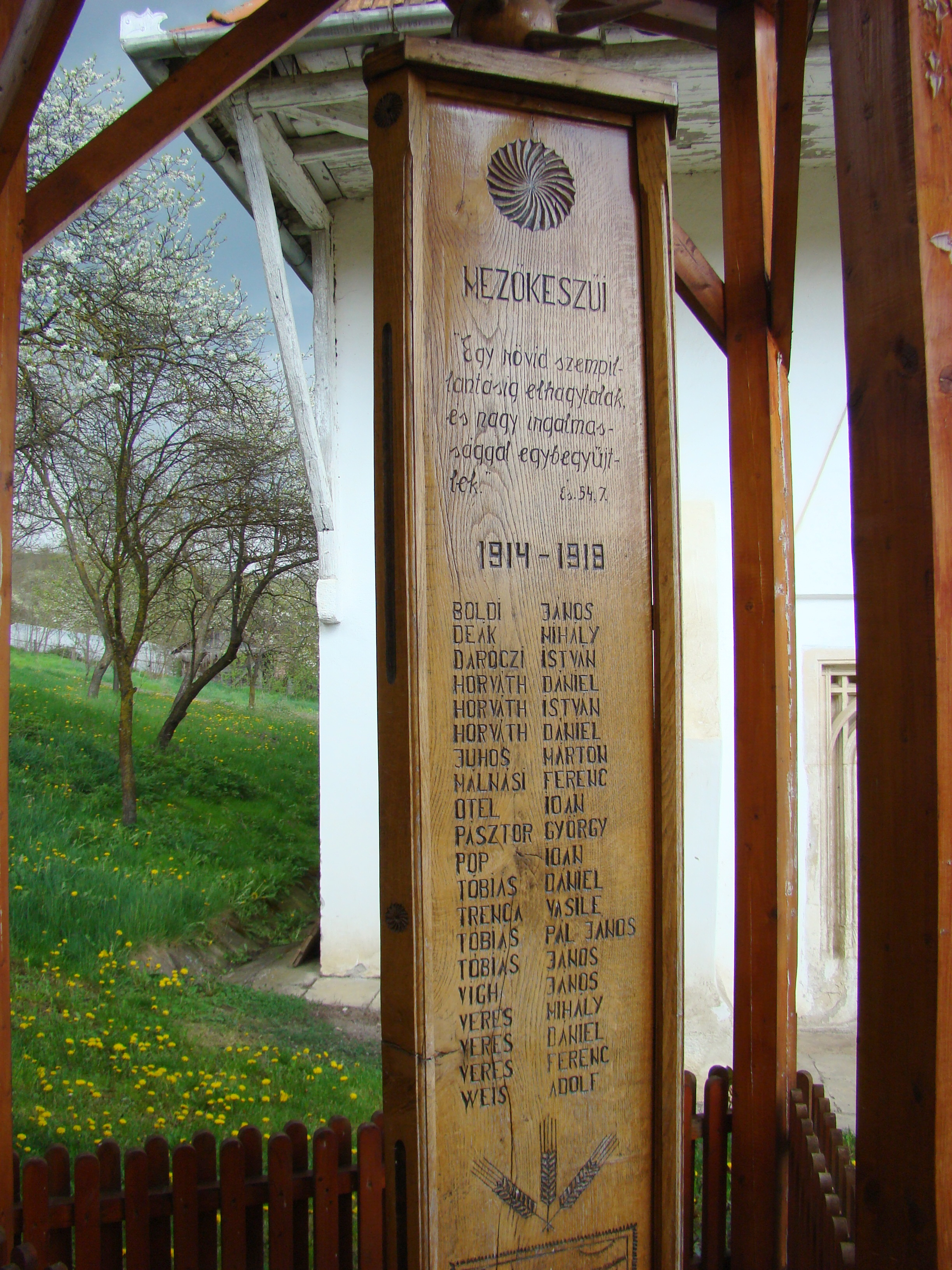

## Vezi și
- Chesău, Cluj

## Imagini din interior

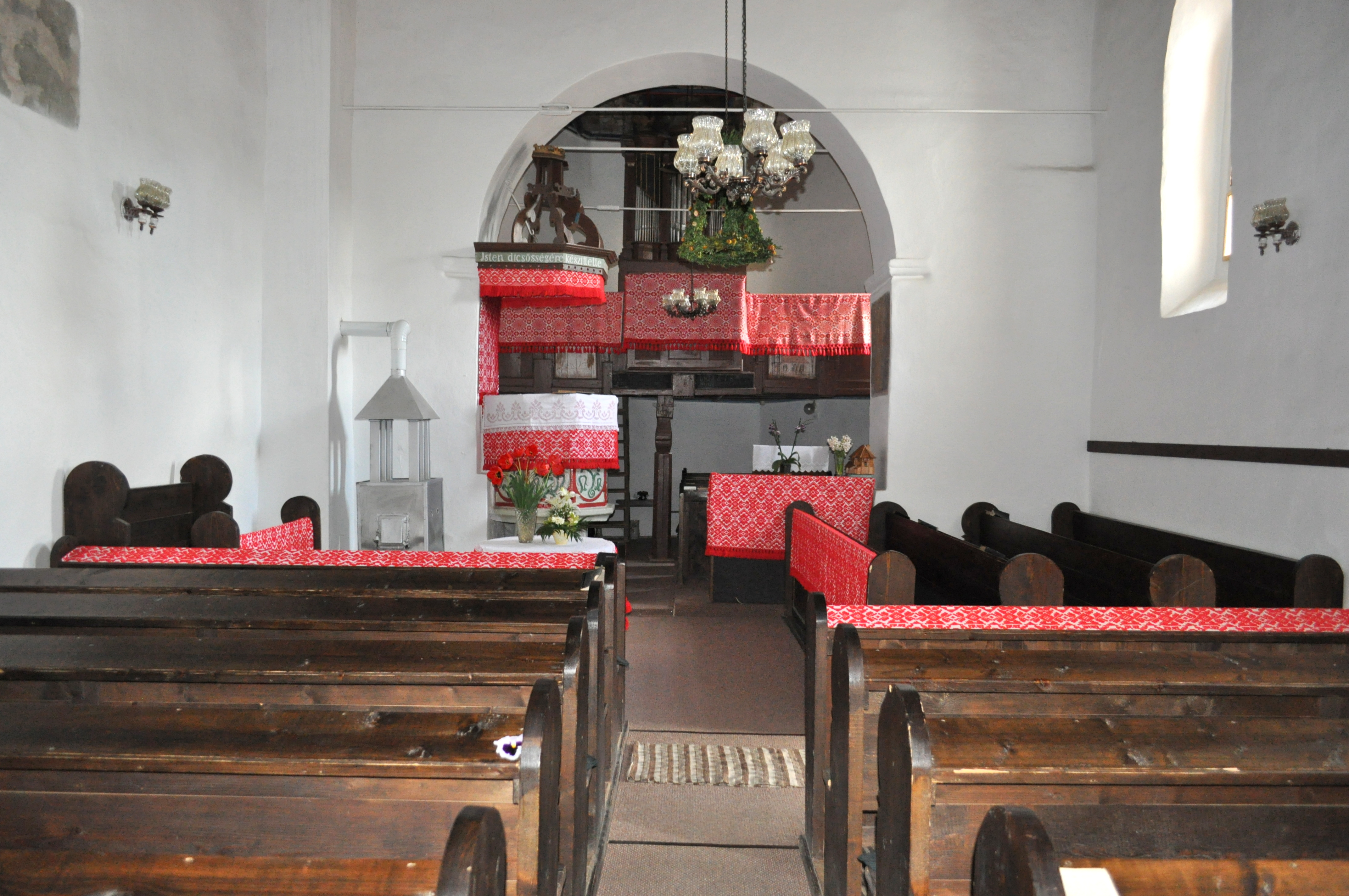
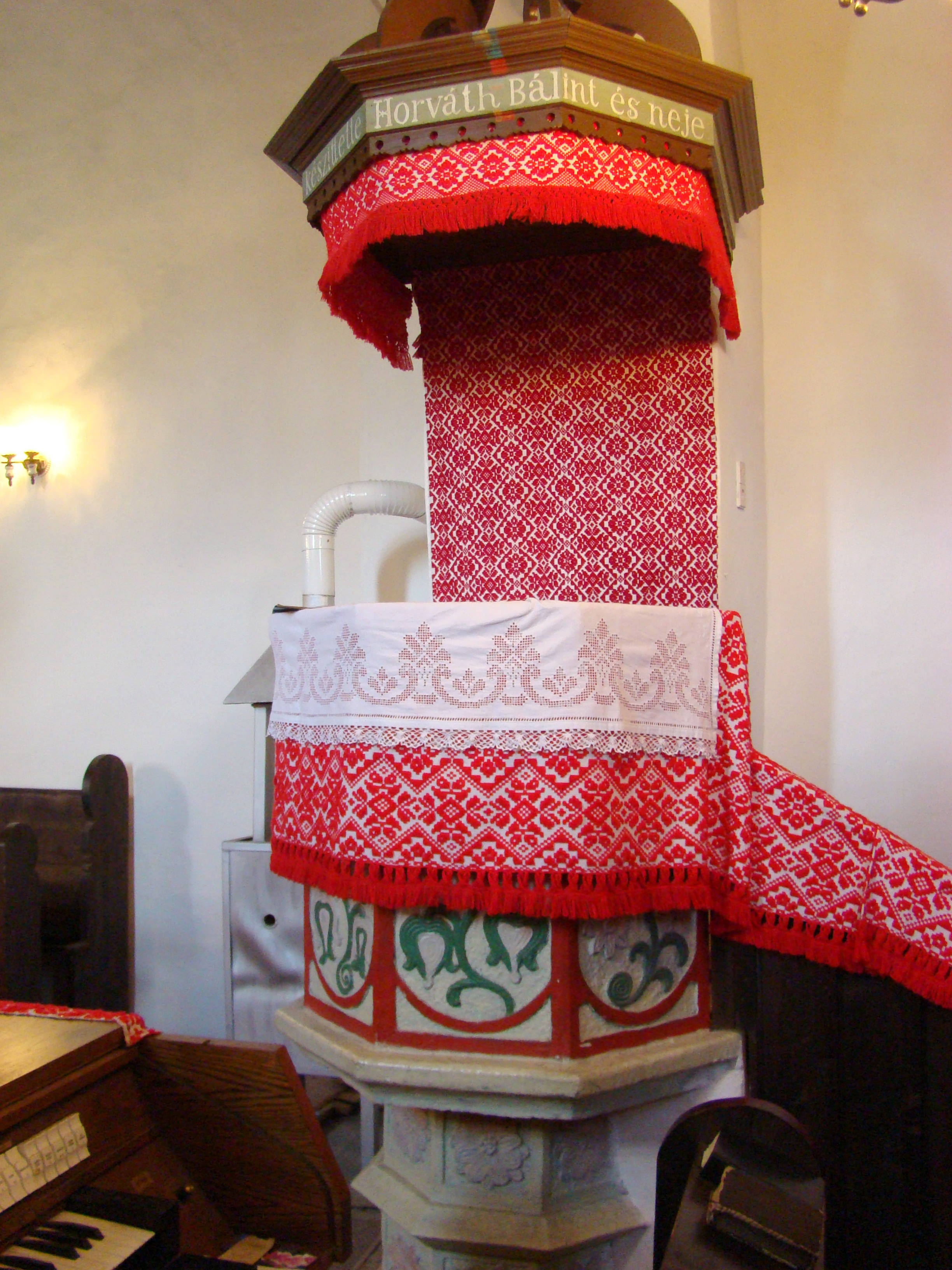
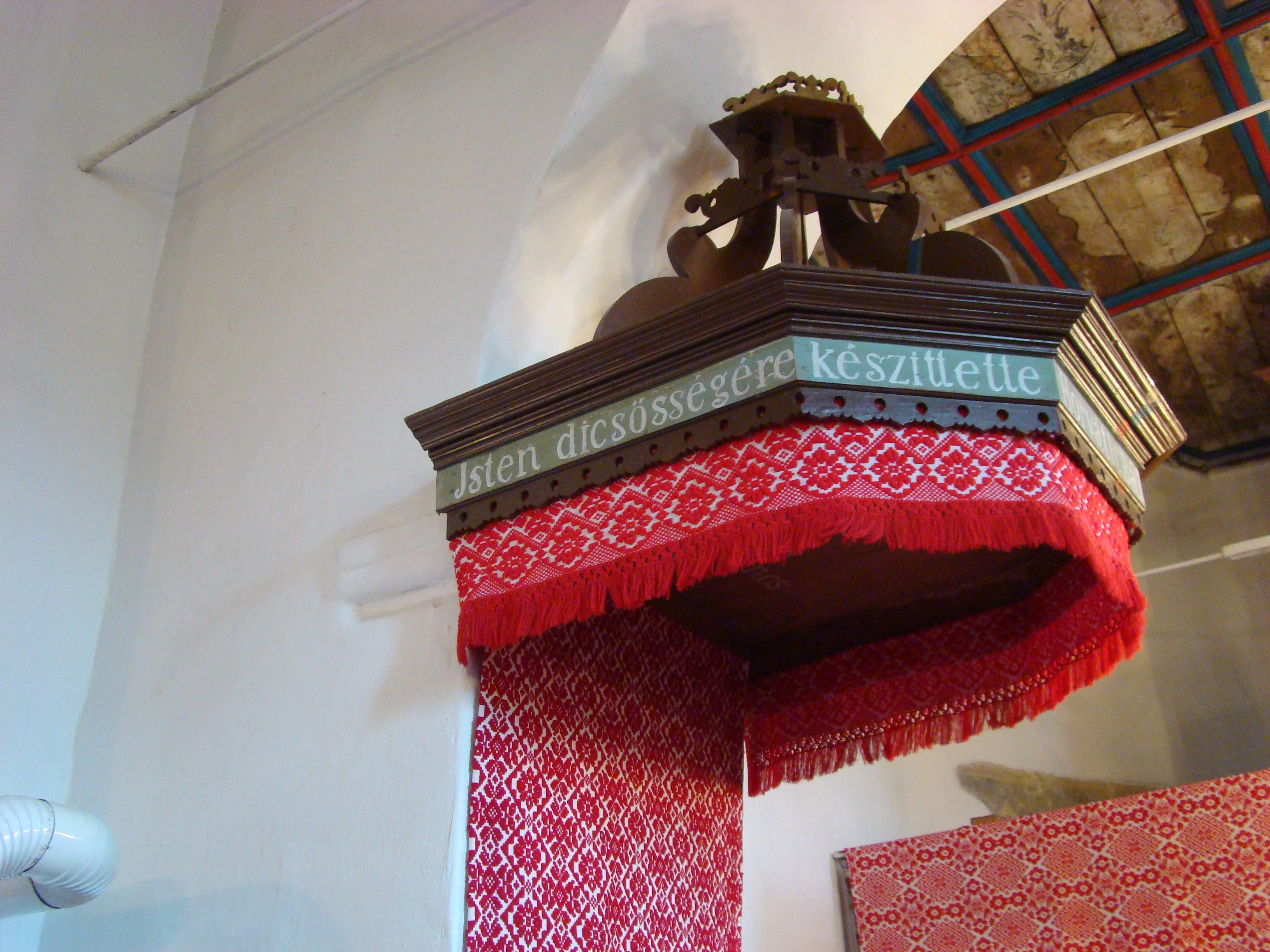
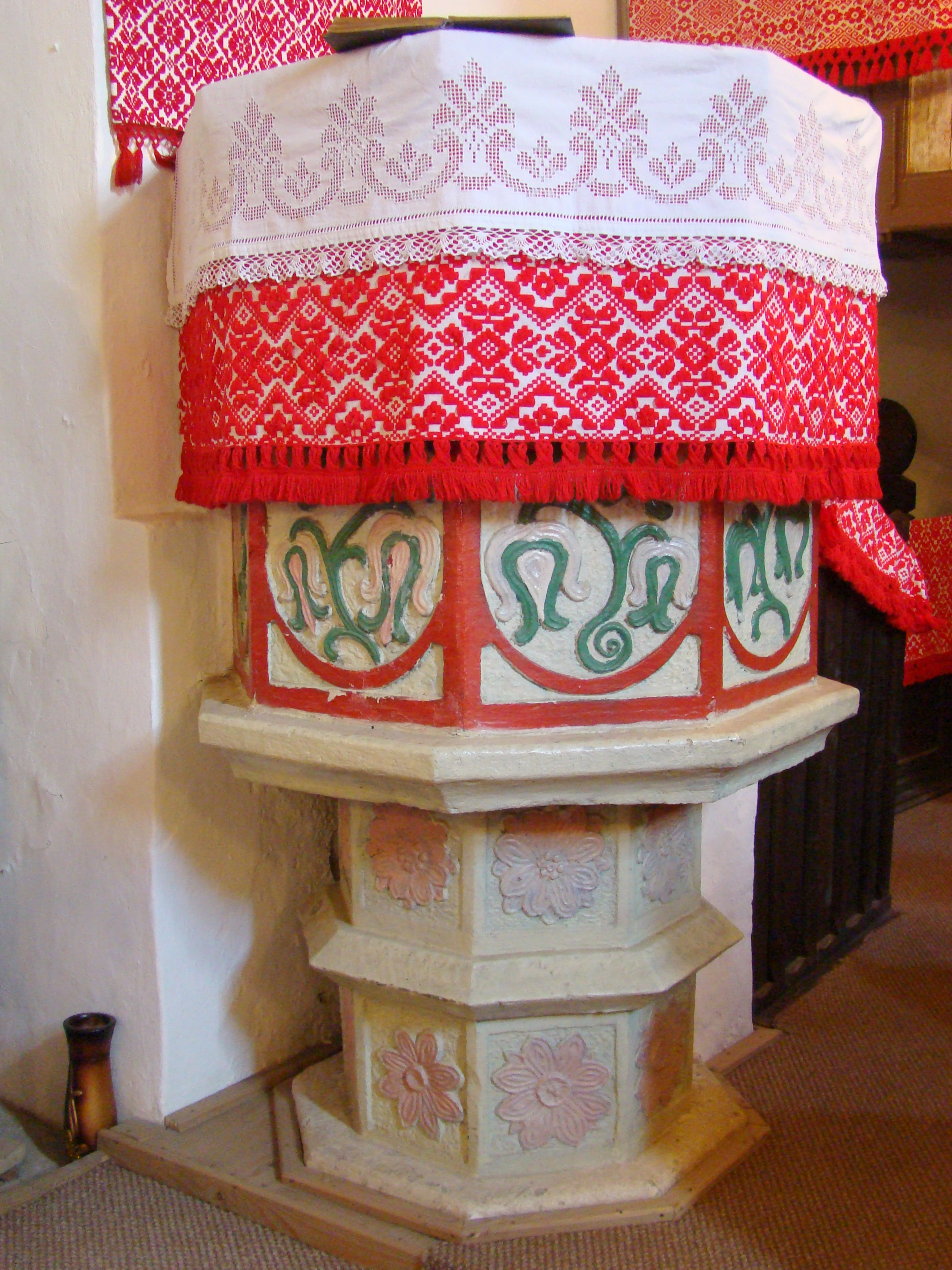
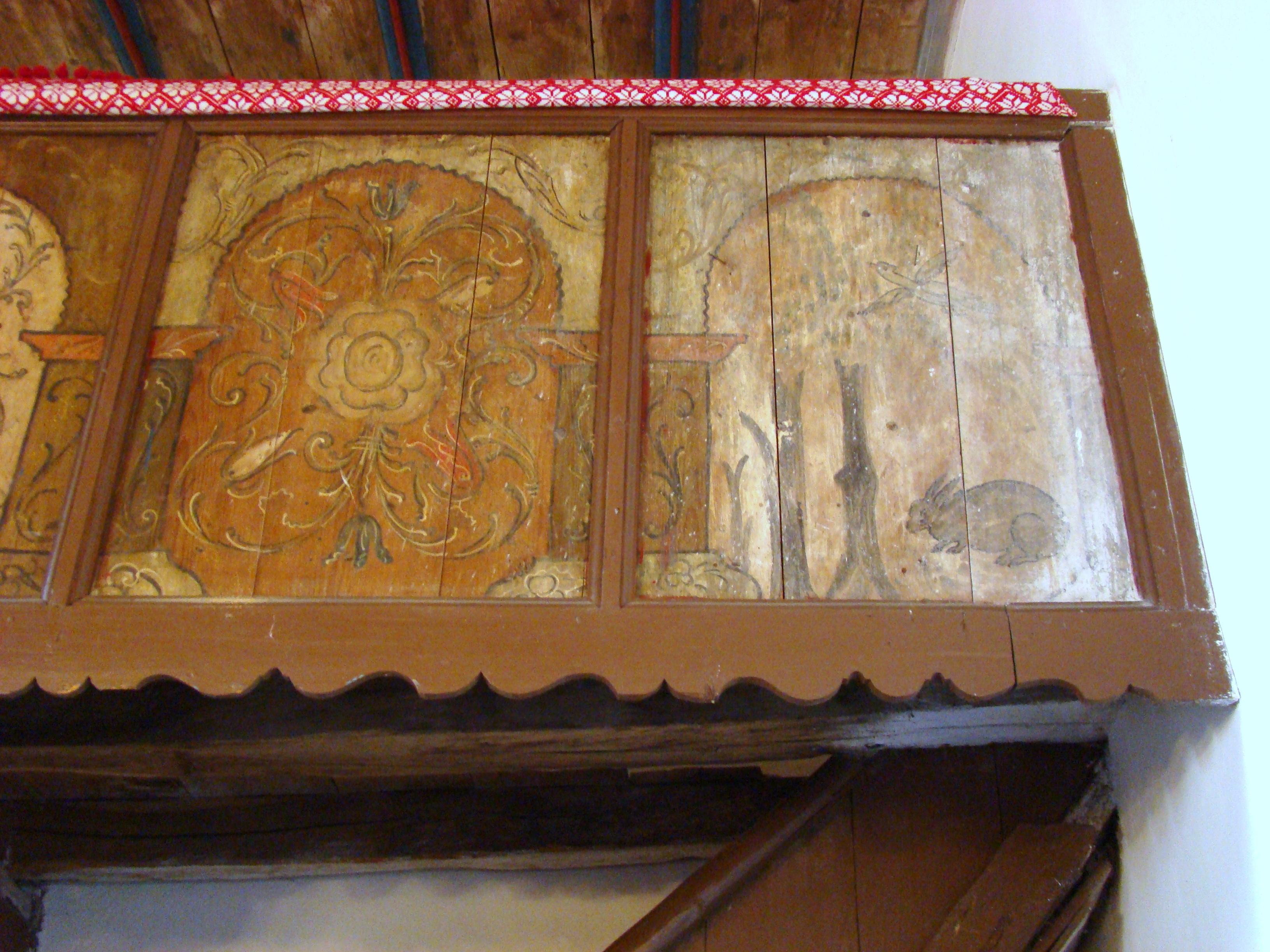
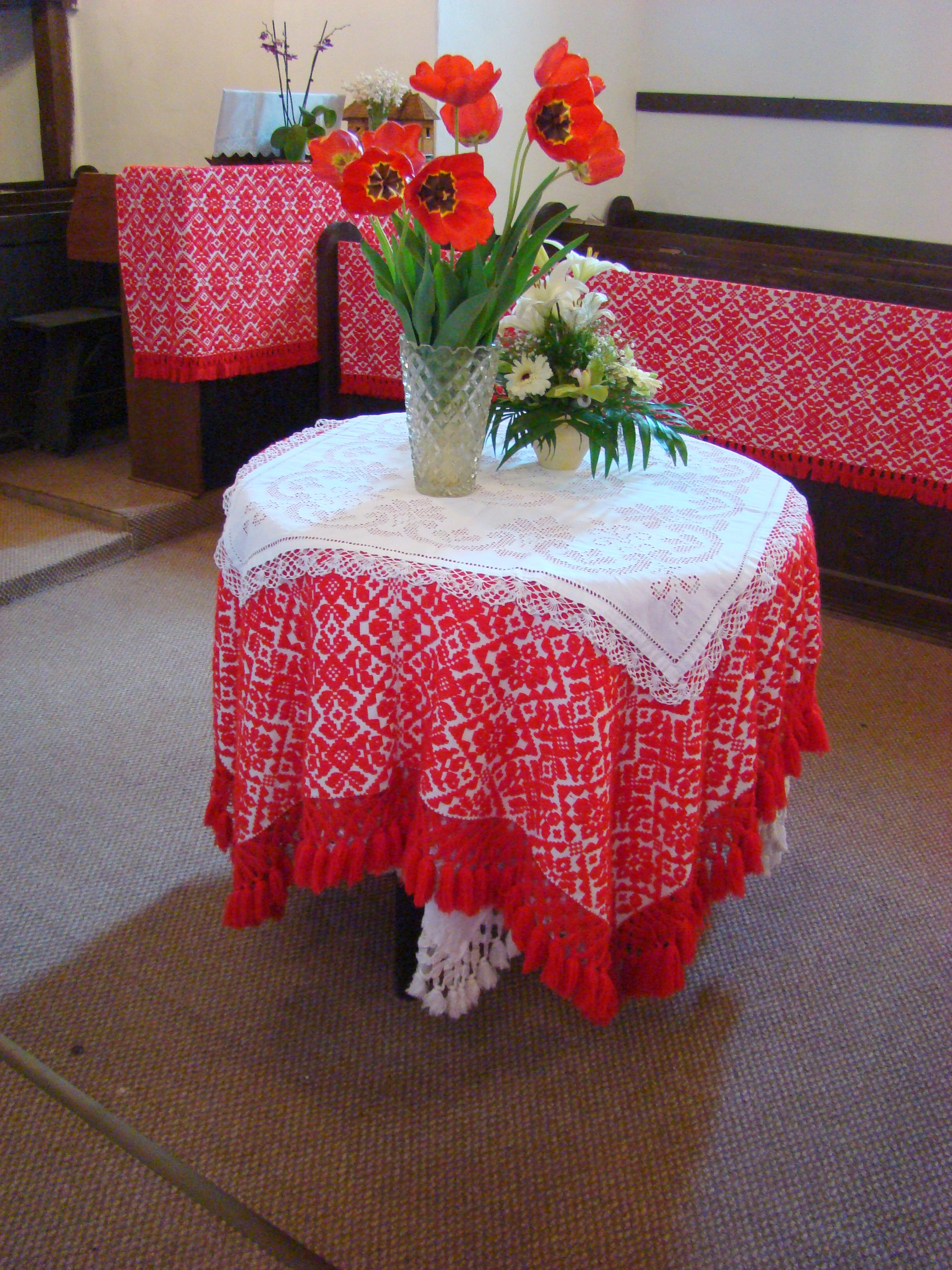
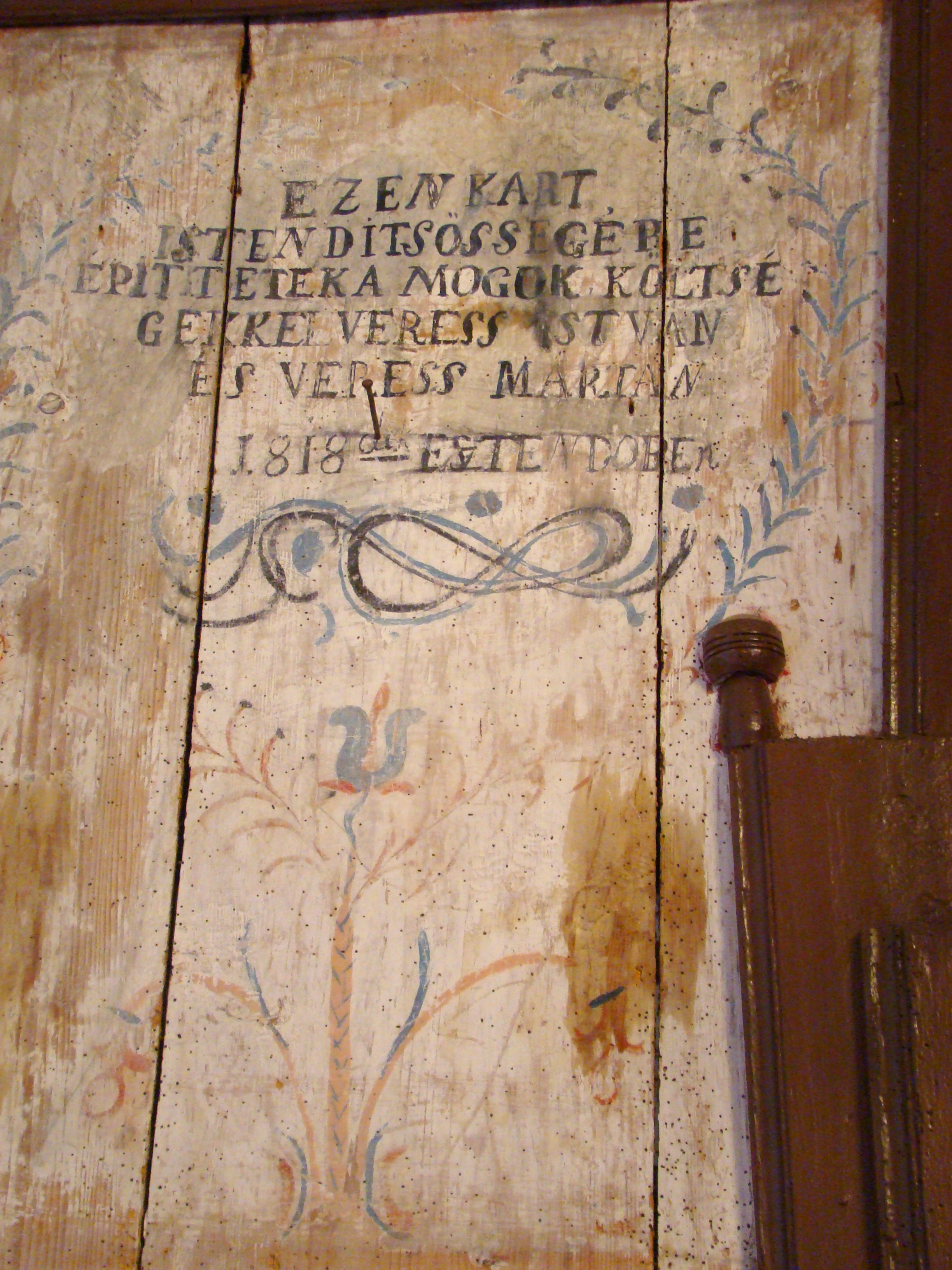
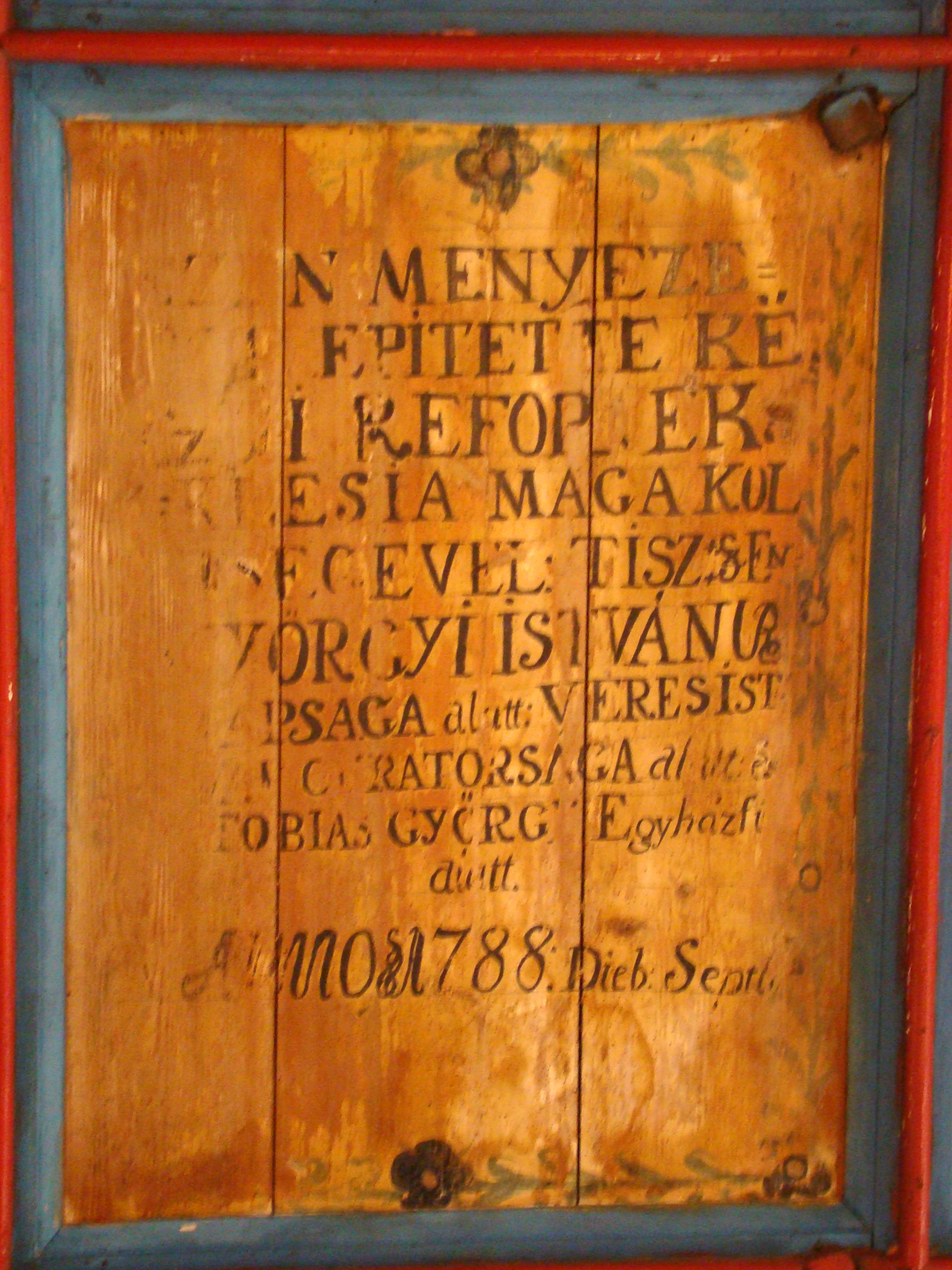
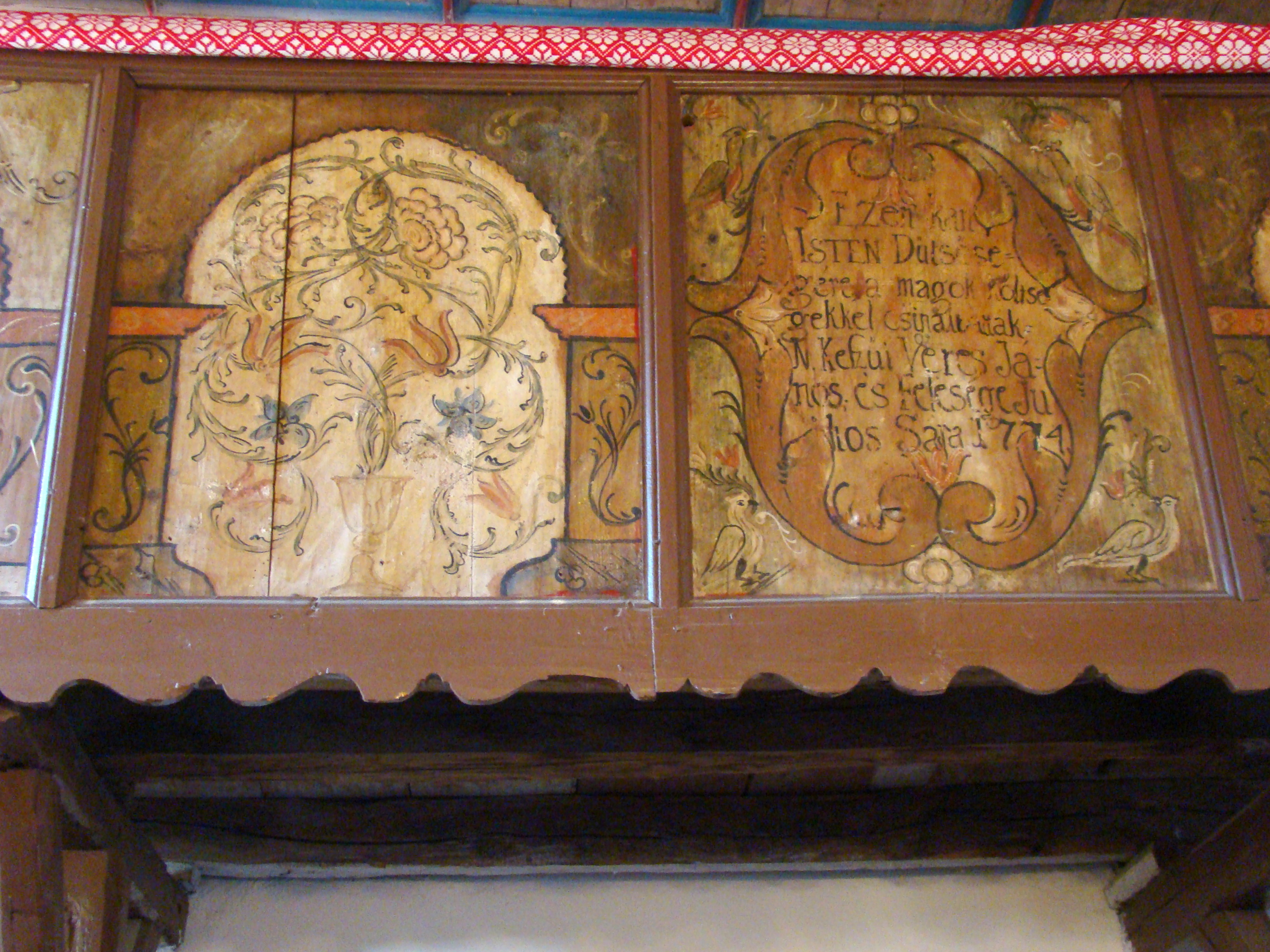
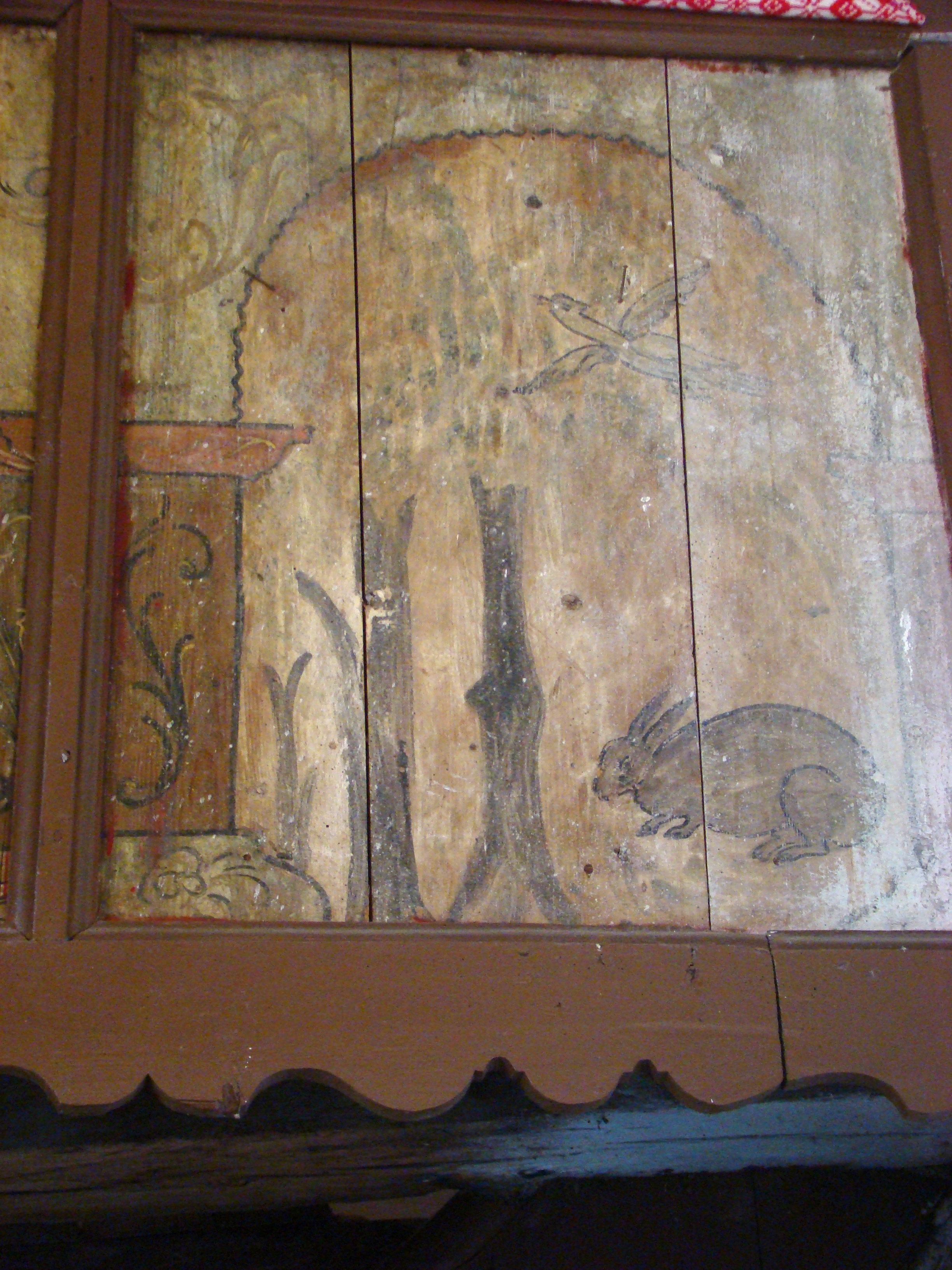
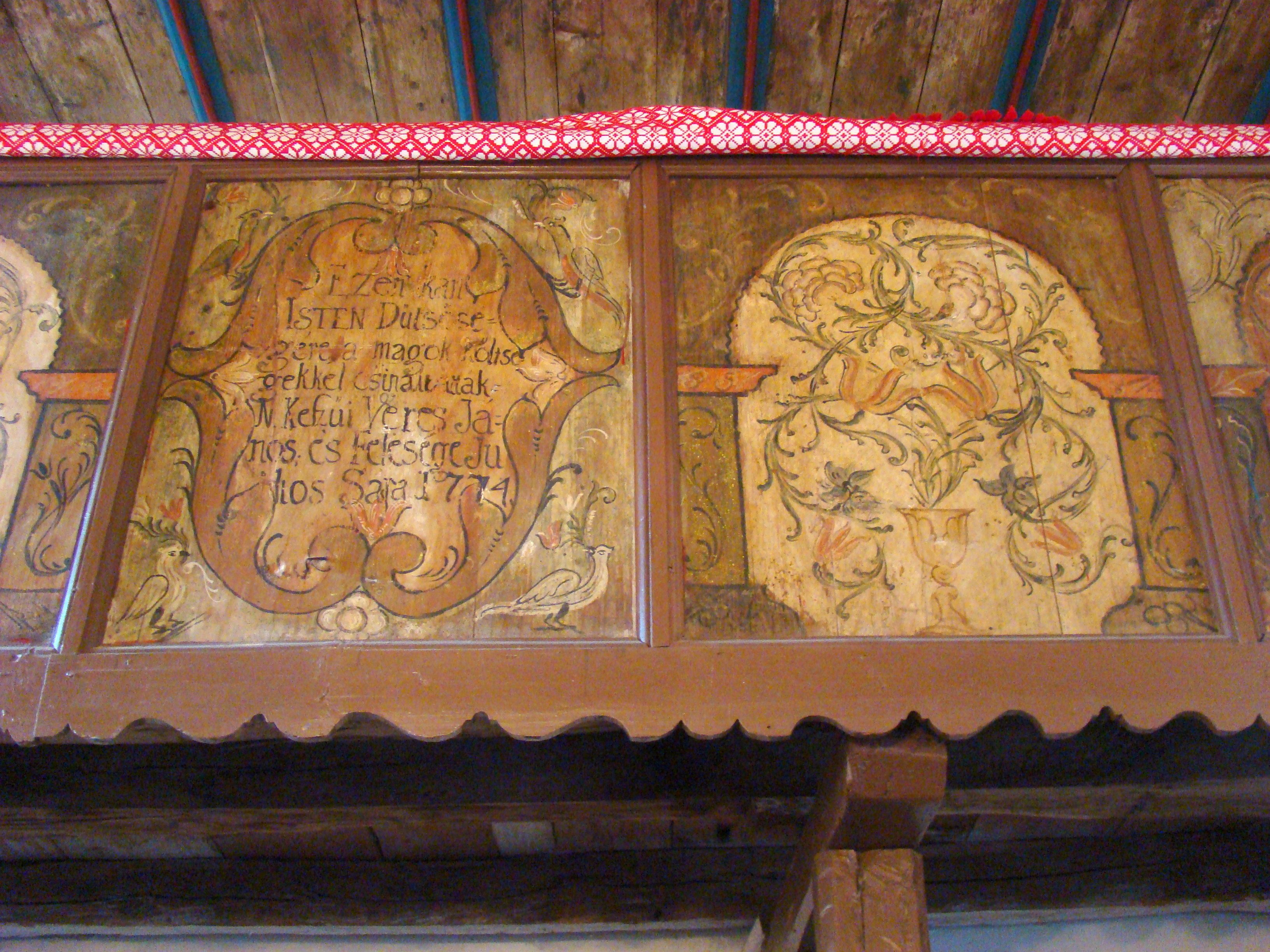
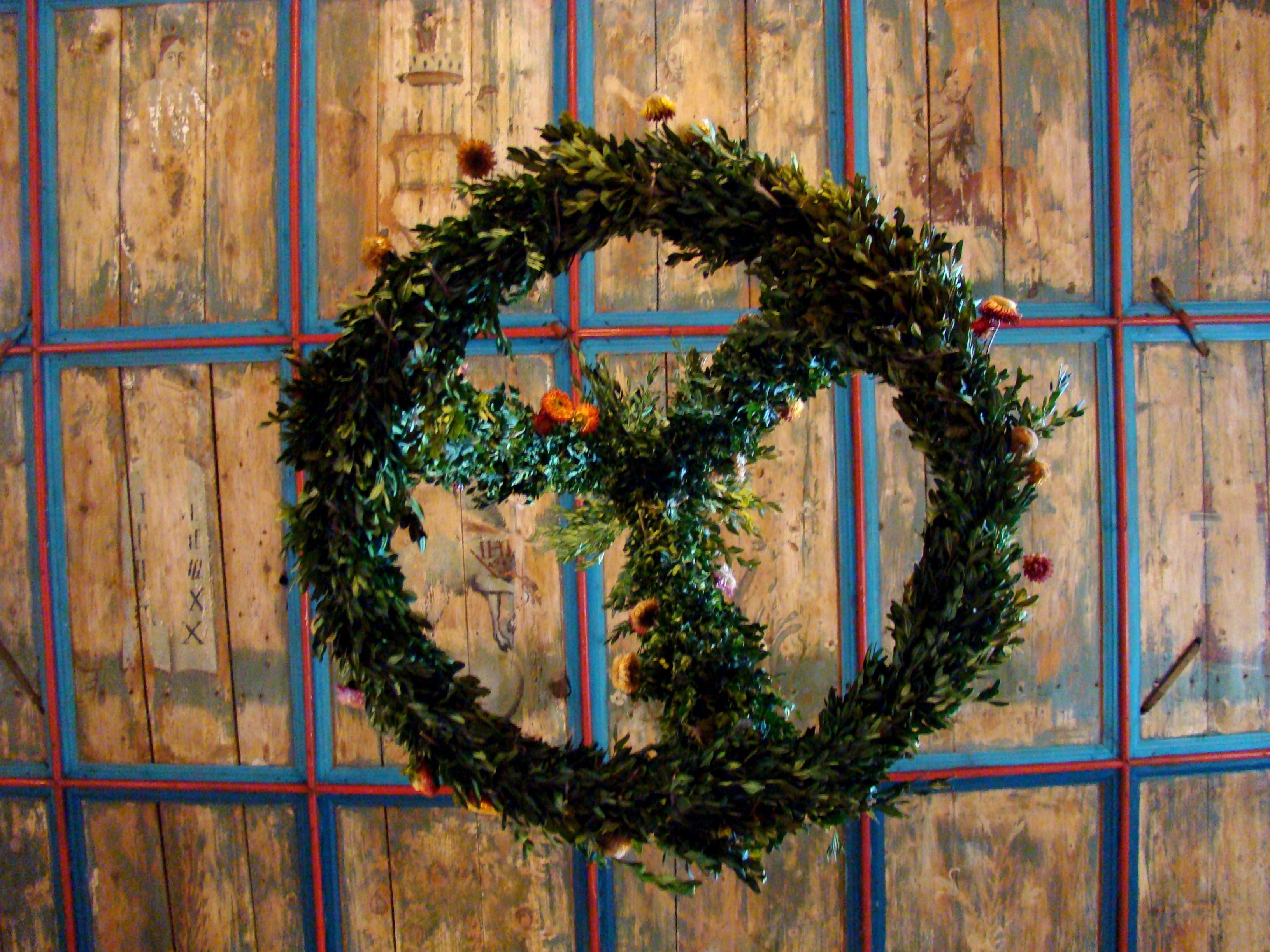
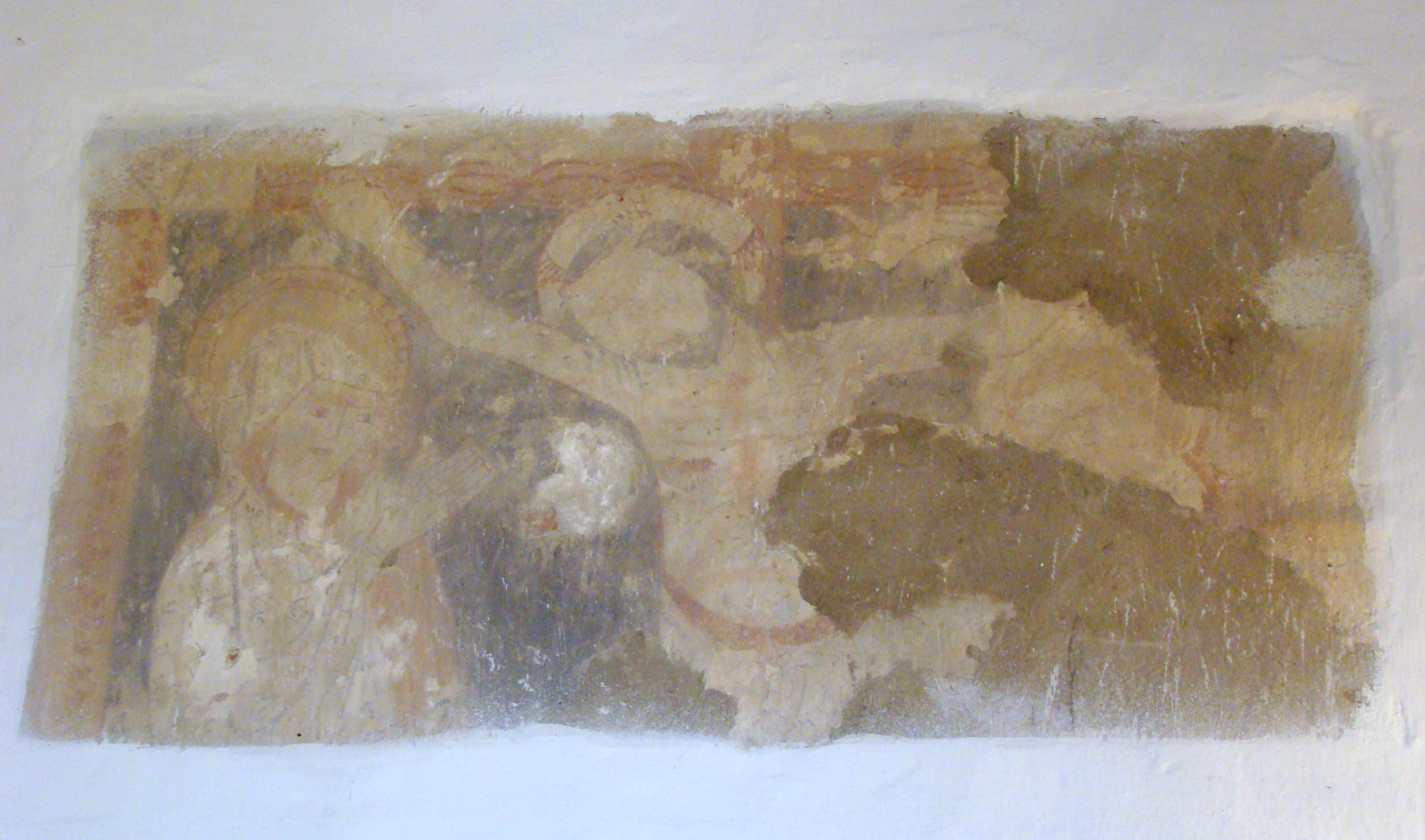
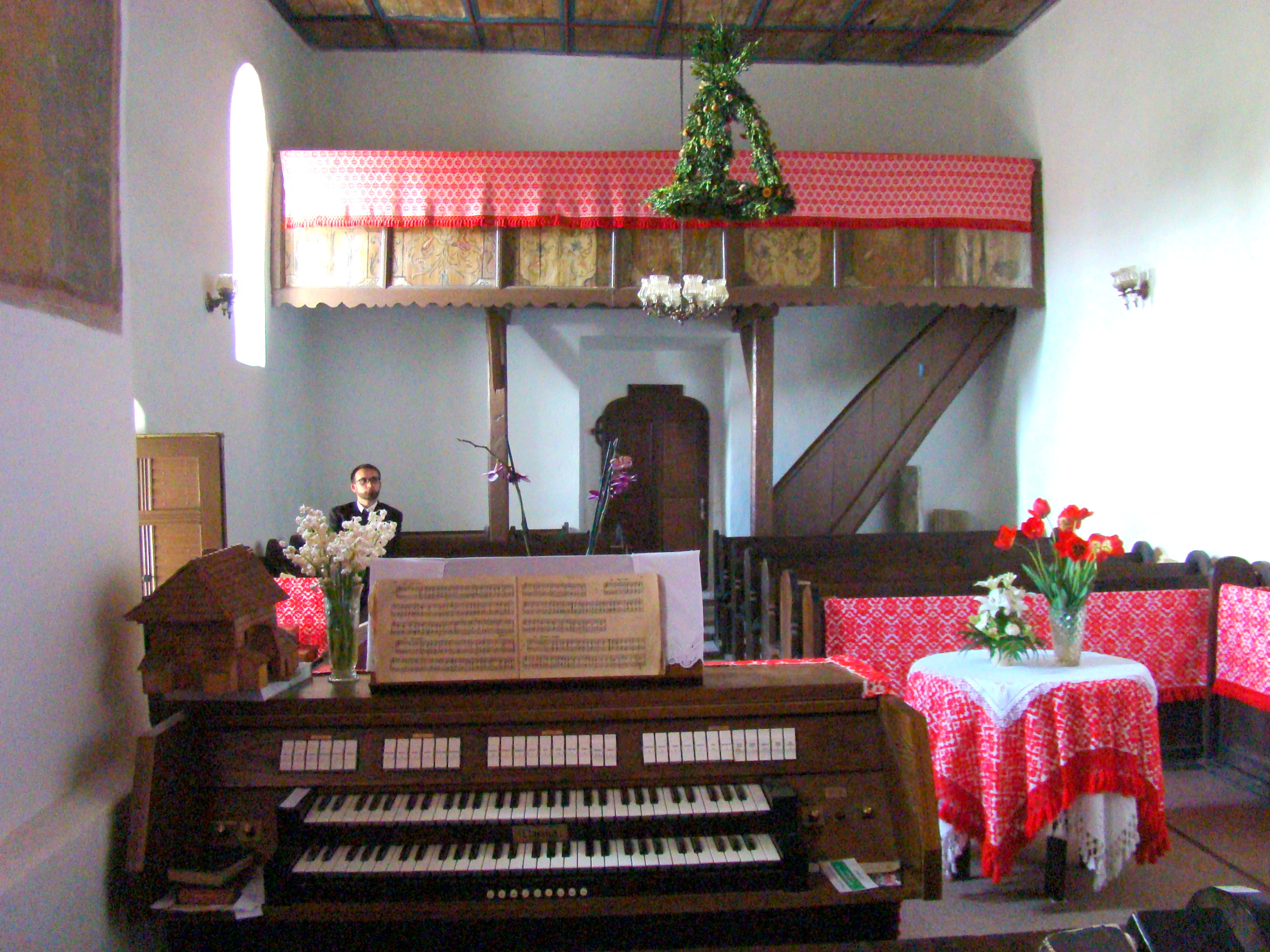
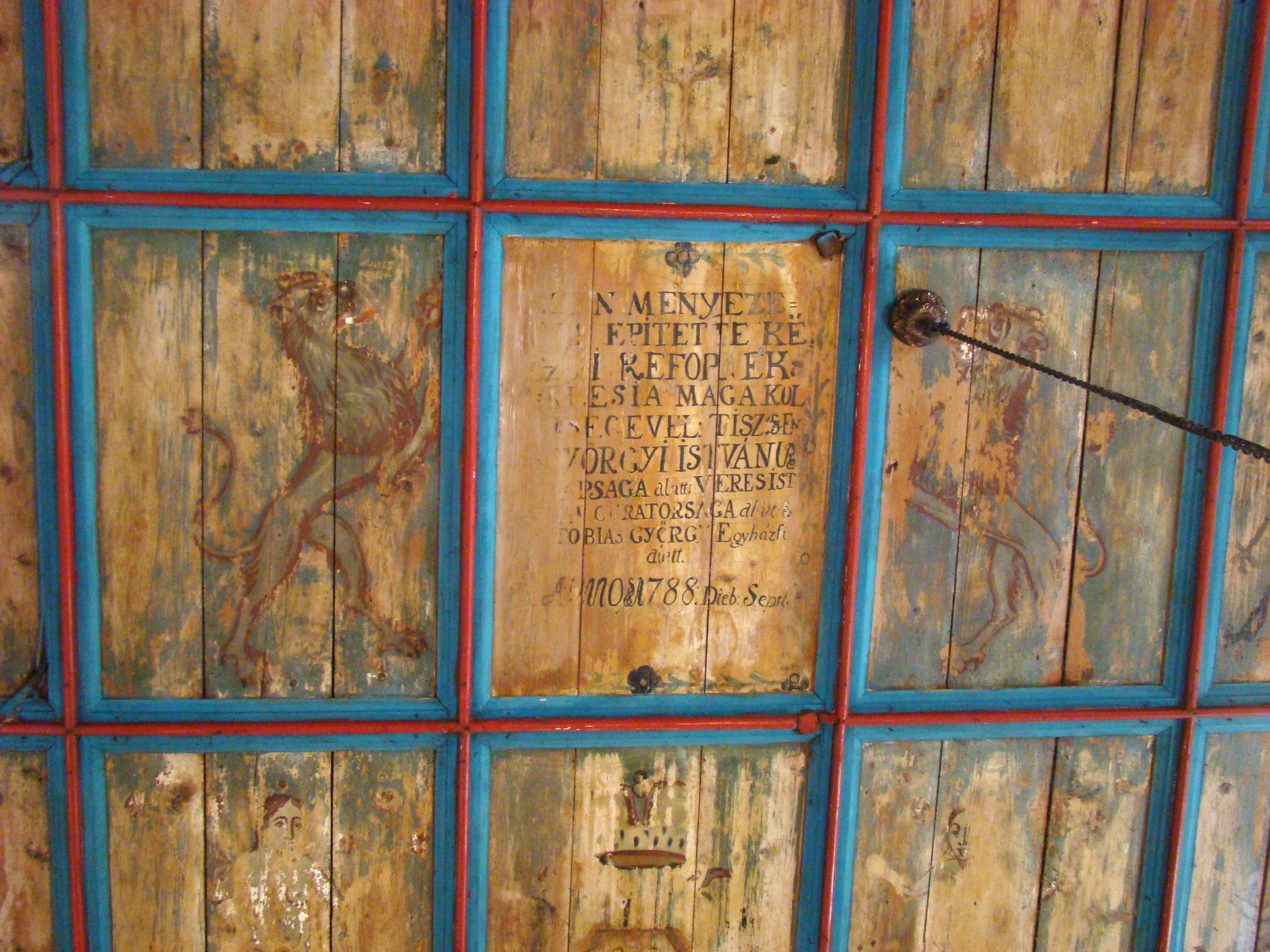
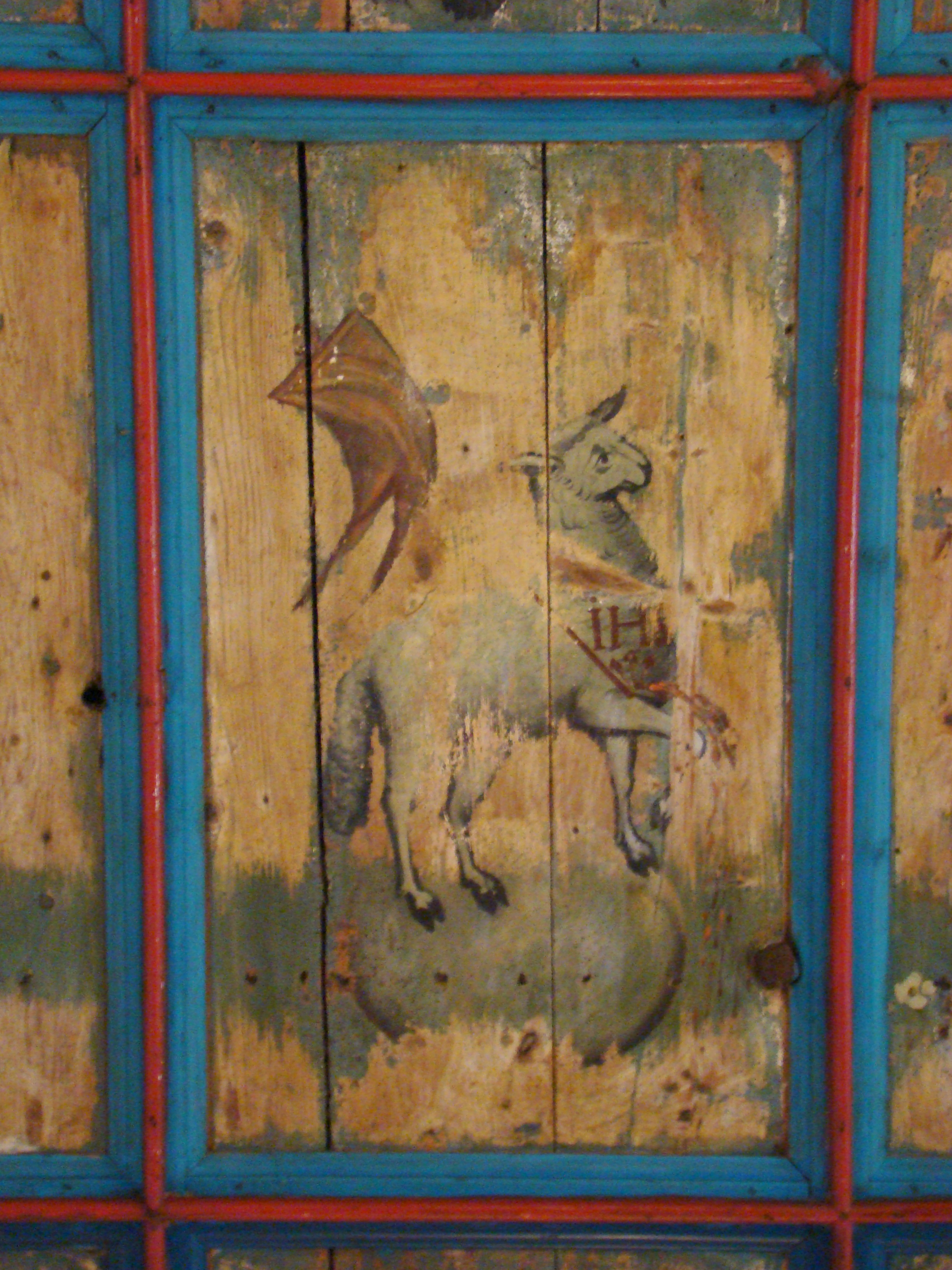
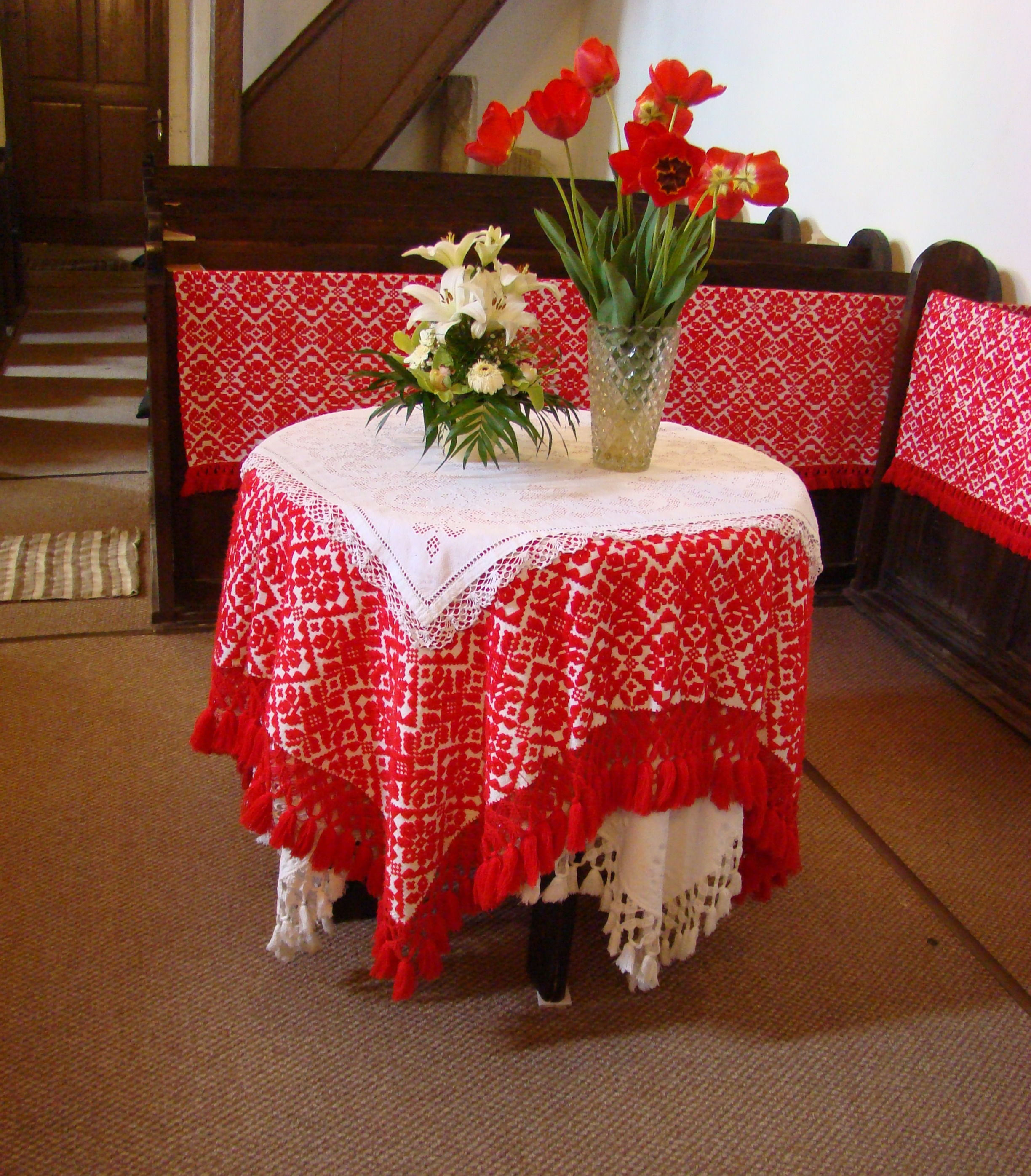
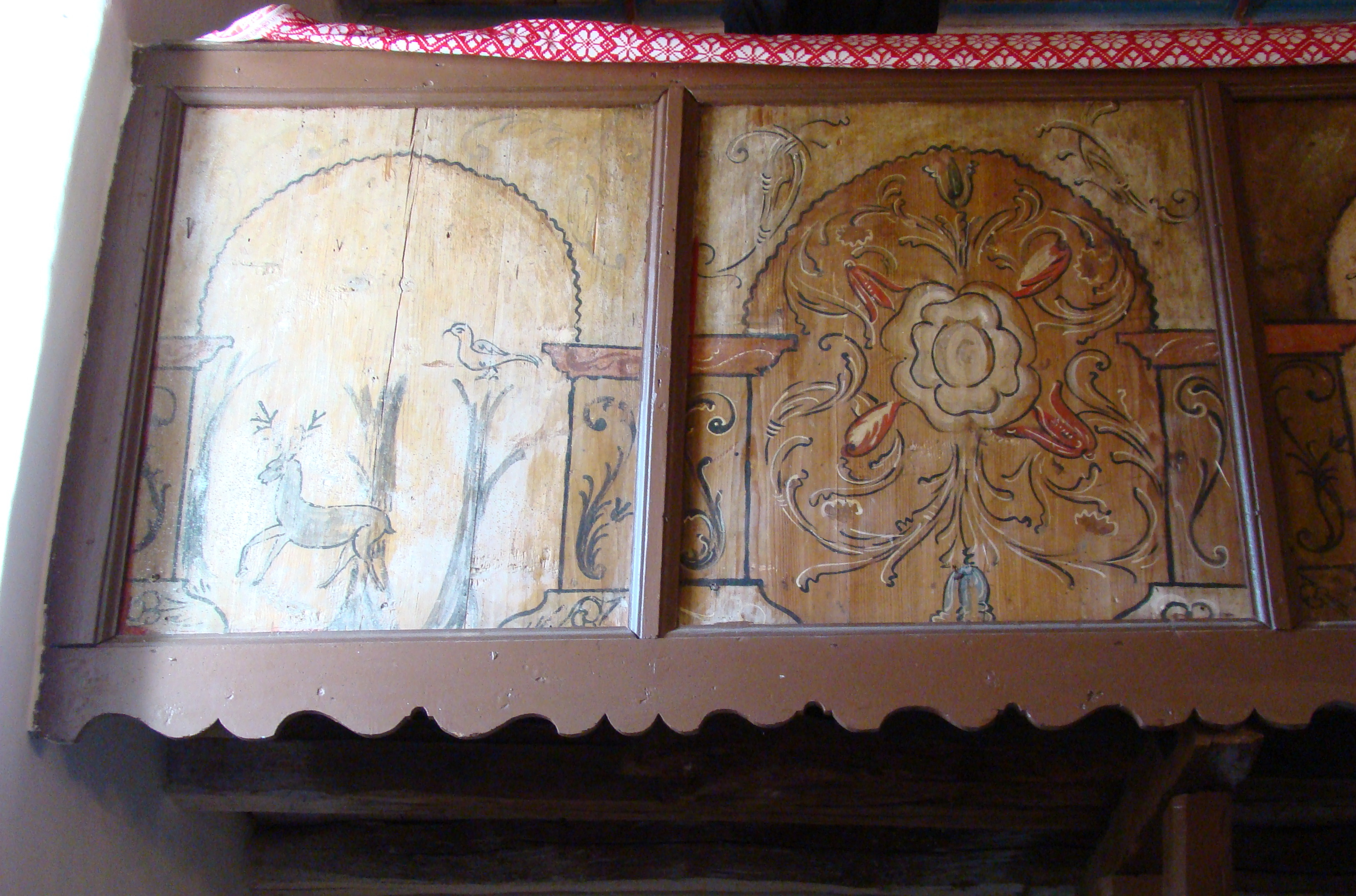
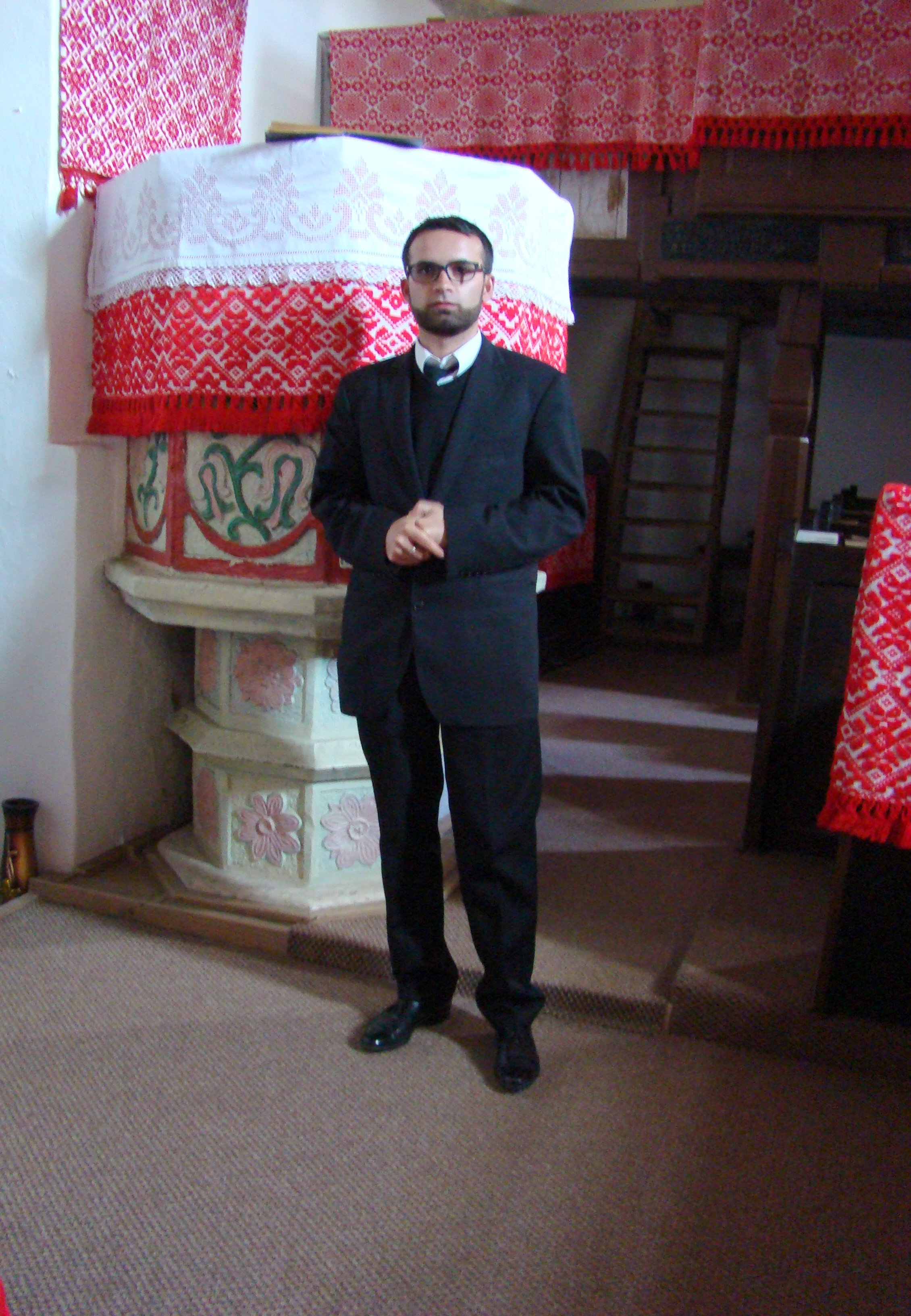
Pastorul reformat din satul Chesău
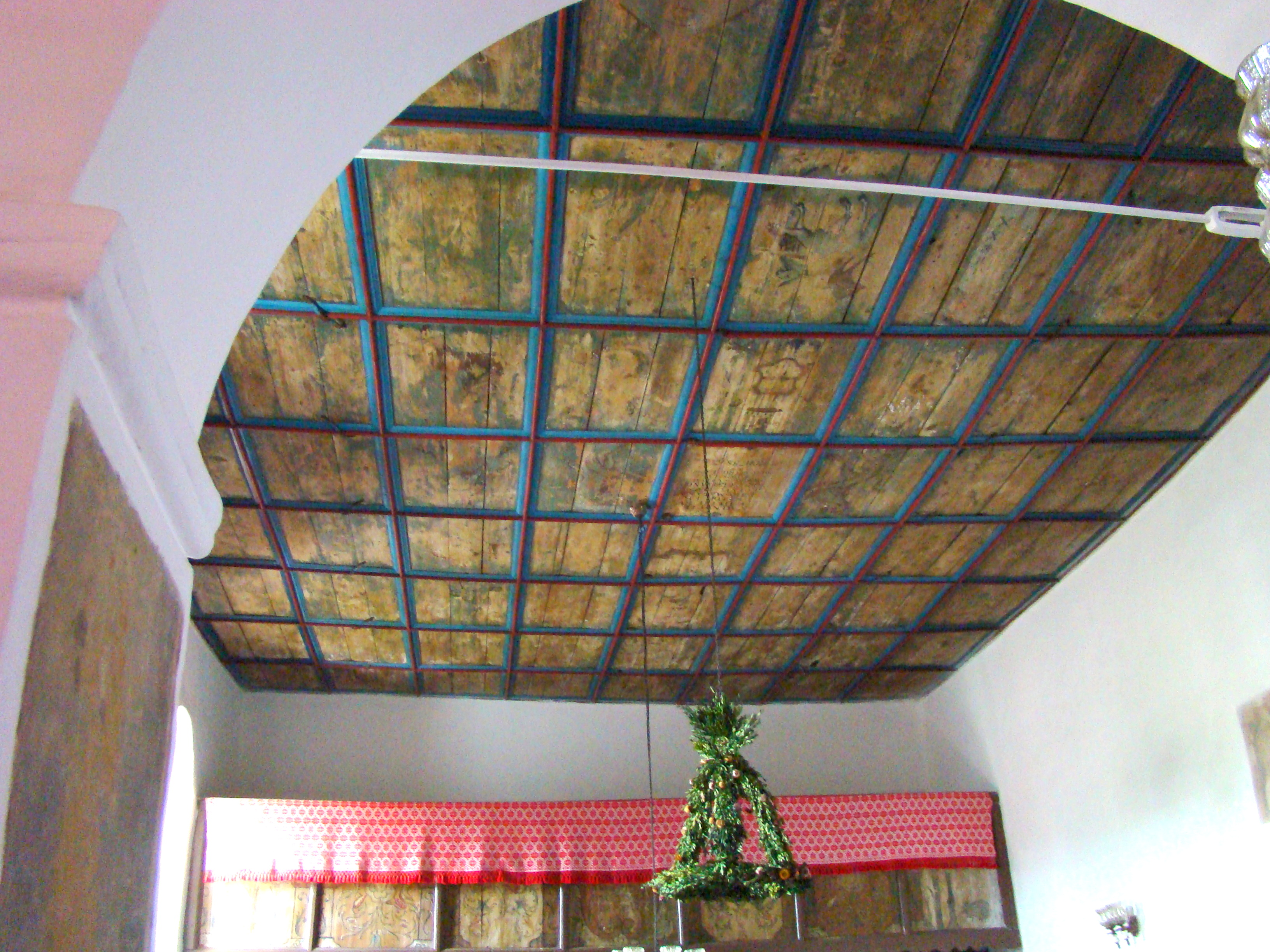